# Catocala
Catocala är ett släkte av fjärilar som beskrevs av Franz de Paula von Schrank 1802. Catocala ingår i familjen Näbbflyn, Erebidae.

## Dottertaxa tillCatocala, i alfabetisk ordning[1][2]
- Catocala abacta Staudinger, 1900
  - Catocala abacta irana Brandt, 1938
- Catocala abamita Bremer & Grey, 1853
- Catocala abbreviatella Grote, 1872
- Catocala actaea Felder & Rogenhofer, 1874
  - Catocala actaea nigricans
- Catocala adultera Ménétriés, 1856, Ryskt ordensfly
- Catocala aenigma Sheljuzhko, 1943
- Catocala aestimabilis Staudinger, 1892
- Catocala afghana Swinhoe, 1885
- Catocala agitatrix Graeser, 1888
- Catocala agrippina Strecker, 1874
- Catocala aholibah Strecker, 1874
- Catocala alabamae Grote, 1875
- Catocala amabilis Bang-Haas, 1907
- Catocala amatrix Hübner, 1813
- Catocala amestris Strecker, 1874
- Catocala amica Hübner, 1818
  - Catocala amica novangliae Reiff, 1916
- Catocala andromache Edwards, H., 1885
- Catocala andromedae Guenée, 1852
- Catocala angusi Grote, 1876
- Catocala antinympha Hübner, 1823
- Catocala ariana Vartian, 1964
- Catocala armandi Poujade, 1888
  - Catocala armandi shirozui Sugi, 1982
- Catocala artobolevskiji Sheljuzhko, 1943
- Catocala atocala Brou, 1985
- Catocala badia Grote & Robinson, 1866
  - Catocala badia coelebs Grote, 1874
- Catocala barnsi Prout, 1924
- Catocala bella Butler, 1877
- Catocala benjamini Brower, 1937
  - Catocala benjamini jumpi Hawks, 2010
  - Catocala benjamini mayhewi Hawks, 2010
  - Catocala benjamini ute Peacock, 2009
- Catocala blandula Hulst, 1884
- Catocala bokhaica Kononenko, 1979
- Catocala brandti Hacker & Kautt, 1999
  - Catocala brandti schaideri Habeler & Hacker, 1999
- Catocala briseis Edwards, W.H., 1864
- Catocala butleri Leech, 1900
- Catocala caesia Hawks, 2010
- Catocala californica Edwards, W.H., 1864
- Catocala californiensis Brower, 1976
- Catocala cara Guenée, 1852
- Catocala carissima Hulst, 1880
- Catocala catei Weisert, 1998
- Catocala cerogama Guenée, 1852
- Catocala chelidonia Grote, 1881
  - Catocala chelidonia occidentalis Hawks, 2010
  - Catocala chelidonia uniforma Hawks, 2010
- Catocala clintonii Grote, 1864
- Catocala coccinata Grote, 1872
  - Catocala coccinata sinuosa Grote, 1879
- Catocala columbina Leech, 1900
  - Catocala columbina okurai Sugi, 1965
- Catocala concumbens Walker
- Catocala coniuncta Esper
  - Catocala coniuncta perrettei Seyer, 1976
  - Catocala coniuncta vivida Warren, 1913
- Catocala connexa Butler, 1881
- Catocala connubialis Guenée, 1852
- Catocala consors Smith, J.E., 1797
- Catocala contemnenda Staudinger, 1891
- Catocala contorta Warren
- Catocala conversa Esper, 1783
- Catocala crataegi Saunders, 1876
- Catocala danilovi Bang-Haas, 1927
- Catocala dariana Sviridov
- Catocala davidi Oberthür, 1881
- Catocala deducta Eversmann, 1843
- Catocala dejecta Strecker, 1880
- Catocala delilah Strecker, 1874
- Catocala desdemona Edwards, H., 1882
- Catocala desiderata Staudinger, 1888
- Catocala detrita Warren, 1913
- Catocala deuteronympha Staudinger, 1861
  - Catocala deuteronympha omphale Butler, 1881
- Catocala dilecta Hübner, 1808
  - Catocala dilecta powelli Oberthür, 1907
- Catocala disjuncta Geyer, 1828
- Catocala dissimilis Bremer, 1861
  - Catocala dissimilis melli Ishizuka, 2001
- Catocala distorta Butler, 1889
- Catocala diversa Geyer, 1828
- Catocala doerriesi Staudinger, 1888
- Catocala dotatoides Poole, 1989
- Catocala dula Bremer, 1861
  - Catocala dula carminea Mell, 1939
- Catocala dulciola Grote, 1881
- Catocala duplicata Butler, 1885
- Catocala electa Vieweg, 1790, Stenfärgat ordensfly
  - Catocala electa subtristis Schultz, 1909
  - Catocala electa tschiliensis Bang-Haas, 1927
  - Catocala electa zalmunna Butler, 1877
- Catocala electilis Walker
- Catocala ella Butler, 1877
- Catocala elocata Esper, Bågbandat ordensfly
  - Catocala elocata locata Staudinger, 1891
- Catocala eminens Staudinger, 1892
- Catocala epione Drury, 1773
- Catocala eutychea Treitschke, 1835
- Catocala faustina Strecker, 1873
  - Catocala faustina allusa Hulst, 1884
  - Catocala faustina cleopatra Strecker, 1874
- Catocala flavescens Hampson, 1894
- Catocala flebilis Grote, 1872
- Catocala formosana Okano, 1958
- Catocala fraxini Linnaeus, 1758, Blåbandat ordensfly
  - Catocala fraxini jezoensis Matsumura, 1931
  - Catocala fraxini legionensis Gómez Bustillo & Vega, 1975
  - Catocala fraxini yuennanensis Mell, 1936
- Catocala frederici Grote, 1872
- Catocala fredi Bytinski-Salz & Brandt, 1937
- Catocala fugitiva Warren, 1914
- Catocala fulminea Scopoli, 1763, Gulbandat ordensfly
  - Catocala fulminea chekiangensis Mell, 1933
  - Catocala fulminea xarippe Butler, 1877
- Catocala fuscinupta Hampson, 1913
- Catocala giuditta Schawerda, 1934
  - Catocala giuditta propinqua Rungs, 1972
- Catocala gracilis Edwards, W.H., 1864
- Catocala grisatra Brower, 1936
- Catocala grotiana Bailey, 1879
- Catocala grynea Cramer
- Catocala habilis Grote, 1872
- Catocala haitzi Bang-Haas, 1936
- Catocala hariti Ishizuka & Ohshima, 2002
- Catocala heckendorni Meyer, 1952
- Catocala helena Eversmann, 1856
  - Catocala helena beicki Mell, 1936
  - Catocala helena kurenzovi Moltrecht, 1927
- Catocala hermia Edwards, H., 1880
  - Catocala hermia francisca Edwards, H., 1880
- Catocala herodias Strecker, 1876
  - Catocala herodias gerhardi Barnes & Benjamin, 1927
- Catocala hoenei Mell, 1936
- Catocala hymenaea [Denis & Schiffermüller], 1775
- Catocala hymenoides Draeseke, 1927
- Catocala hyperconnexa Sugi, 1965
- Catocala ilia Cramer
  - Catocala ilia zoe Behr, 1874
- Catocala illecta Walker
- Catocala inconstans Butler, 1889
- Catocala infasciata Mell, 1936
- Catocala innubens Guenée, 1852
- Catocala insolabilis Guenée, 1852
- Catocala intacta Leech, 1889
  - Catocala intacta taiwana Sugi, 1975
- Catocala invasa Leech, 1900
- Catocala irene Behr, 1870
- Catocala jair Strecker, 1897
- Catocala jansseni Prout, 1924
- Catocala jessica Edwards, H., 1877
- Catocala johnsoniana Brower, 1976
- Catocala jonasii Butler, 1877
- Catocala judith Strecker, 1874
- Catocala juncta Staudinger, 1889
- Catocala junctura Walker
- Catocala koreana Staudinger, 1892
- Catocala kotschubeyi Sheljuzhko, 1927
- Catocala kuangtungensis Mell, 1931
  - Catocala kuangtungensis dejeani Mell, 1936
- Catocala kusnezovi Püngeler, 1914
- Catocala lacrymosa Guenée, 1852
- Catocala lara Bremer, 1861
  - Catocala lara pallidamajor Mell, 1939
- Catocala largeteaui Oberthür, 1881
  - Catocala largeteaui hampsoni Mell
  - Catocala largeteaui yunnana Mell, 1936
- Catocala leechi Hampson, 1913
- Catocala lesbia Christoph, 1887
- Catocala lincolnana Brower, 1976
- Catocala lineella Grote, 1872
- Catocala longipalpis Mell, 1936
- Catocala louiseae Bauer, 1965
- Catocala luciana Strecker, 1874
- Catocala luctuosa Hulst, 1884
- Catocala lupina Herrich-Schäffer, 1851
  - Catocala lupina kastshenkoi Sheljuzhko, 1944
- Catocala luscinia Brandt, 1938
- Catocala macula (Hampson, 1891)
- Catocala maculata Vincent, 1919
- Catocala maestosa Hulst, 1884
- Catocala mariana Rambur, 1858
- Catocala marmorata Edwards, 1864
- Catocala martyrum Oberthür, 1881
- Catocala mcdunnoughi Brower, 1937
- Catocala meskei Grote, 1873
- Catocala mesopotamica Kuznetzov, 1903
- Catocala messalina Guenée, 1852
- Catocala micronympha Guenée, 1852
- Catocala minuta Edwards, W.H., 1864
- Catocala mira Grote, 1876
- Catocala miranda Edwards, H., 1881
- Catocala mirifica Butler, 1877
- Catocala moltrechti Bang-Haas, 1927
- Catocala muliercula Guenée, 1852
- Catocala musmi Hampson, 1913
- Catocala naganoi Sugi, 1982
- Catocala nagioides Wileman, 1924
- Catocala nanlingensis Ishizuka & Wang, 2018
- Catocala naumanni Sviridov, 1996
- Catocala nebulosa Edwards, 1864
- Catocala neglecta Staudinger, 1888
- Catocala neogama Smith, J.E., 1797
  - Catocala neogama euphemia Beutenmüller, 1907
- Catocala neonympha Esper, 1805
  - Catocala neonympha osthelderensis Hacker, 1990
  - Catocala neonympha variegata Warren, 1913
- Catocala nivea Butler, 1877
  - Catocala nivea asahinaorum Owada, 1986
  - Catocala nivea kurosawai Owada, 1986
- Catocala nozawae Matsumura, 1911
- Catocala nubila Butler, 1881
- Catocala nupta Linnaeus, 1767, Vinkelbandat ordensfly
  - Catocala nupta alticola Mell, 1942
  - Catocala nupta centralasiae Kuznetzov, 1903
  - Catocala nupta clara Osthelder, 1933
  - Catocala nupta japonica Mell, 1936
  - Catocala nupta kansuensis Bang-Haas, 1927
  - Catocala nupta likiangensis Mell, 1936
  - Catocala nupta obscurata Oberthür, 1880
- Catocala nuptialis Staudinger, 1901
- Catocala nuptialis Walker
- Catocala nymphaea Esper, 1787
  - Catocala nymphaea kabuli Bang-Haas, 1927
  - Catocala nymphaea kashmirica Warren, 1913
  - Catocala nymphaea parigilensis Kardakoff, 1937
- Catocala nymphaeoides Herrich-Schäffer, 1852
- Catocala nymphagoga Esper, 1787
  - Catocala nymphagoga albimixta Warren, 1913
  - Catocala nymphagoga grisea Warren, 1913
- Catocala oberthueri Austaut, 1879
- Catocala obscena Alphéraky, 1879
- Catocala obscura Strecker, 1873
- Catocala ohshimai Ishizuka, 2001
- Catocala ophelia Edwards, H., 1880
- Catocala optata Godart, 1825
  - Catocala optata atlantica Le Cerf, 1932
- Catocala optima Staudinger, 1888
- Catocala orba Kuznetzov, 1903
- Catocala orientalis Staudinger, 1877
- Catocala pacta Linnaeus, 1758, Rosenryggat ordensfly
  - Catocala pacta deserta Kozhanchikov, 1925
- Catocala paki Kishida, 1981
- Catocala palaeogama Guenée, 1852
- Catocala parta Guenée, 1852
- Catocala patala Felder & Rogenhofer, 1874
- Catocala pataloides Mell, 1931
- Catocala persimilis Warren, 1888
- Catocala piatrix Grote, 1864
  - Catocala piatrix dionyza Edwards, 1885
- Catocala pirata Herz, 1904
- Catocala praeclara Grote & Robinson, 1866
  - Catocala praeclara charlottae Brou, 1988
  - Catocala praeclara manitoba Beutenmüller, 1908
- Catocala praegnax Walker, 1858
  - Catocala praegnax sakaii Kishida, 1981
- Catocala pretiosa Lintner, 1876
  - Catocala pretiosa texarkana Brower, 1976
- Catocala prolifica Walker, 1857
- Catocala promissa [Denis & Schiffermüller], 1775, Ekordensfly
- Catocala proxeneta Alphéraky, 1895
  - Catocala proxeneta sutschana Sheljuzhko, 1943
- Catocala puella Leech, 1889
- Catocala puerpera (Giorna, 1791)
  - Catocala puerpera pallida Alphéraky, 1887
  - Catocala puerpera romana Schultz, 1909
  - Catocala puerpera rosea Austaut, 1884
- Catocala rama Moore
- Catocala relicta Walker
- Catocala remissa Staudinger, 1892
- Catocala repudiata Staudinger, 1888
- Catocala residua Grote, 1874
- Catocala retecta Grote, 1872
- Catocala rhodosoma Röber, 1927
- Catocala robinsoni Grote, 1872
- Catocala sappho Strecker, 1874
- Catocala scortorum Leech, 1900
- Catocala scortum Christoph, 1893
- Catocala seiohbo Ishizuka, 2002
- Catocala semirelicta Grote, 1874
  - Catocala semirelicta hippolyta Strecker, 1874
- Catocala separans Leech, 1889
- Catocala separata Freyer, 1848
- Catocala serena Edwards, 1864
- Catocala similis Edwards, W.H., 1864
- Catocala solntsevi Sviridov, 1997
- Catocala sordida Grote, 1877
- Catocala sponsa Linnaeus, 1767, Vågbandat ordensfly
- Catocala sponsalis Walker, 1858
- Catocala streckeri Staudinger, 1888
- Catocala subnata Grote, 1864
- Catocala szechuena Hampson, 1913
- Catocala tapestrina Moore, 1882
  - Catocala tapestrina forresti Mell, 1939
- Catocala texanae French, 1902
- Catocala thomsoni Prout, 1924
- Catocala timur Bang-Haas, 1907
  - Catocala timur richteri Wiltshire, 1961
- Catocala tokui Sugi, 1976
- Catocala triphaenoides Oberthür, 1881
- Catocala ulalume Strecker, 1878
- Catocala ultronia Hübner, 1823
- Catocala umbrosa Brou, 2002
- Catocala unijuga Walker
  - Catocala unijuga patricia Cassino
- Catocala verrilliana Grote, 1875
- Catocala vidua Smith, J.E., 1797
- Catocala violenta Edwards, H., 1880
- Catocala viviennei Hacker & Kautt, 1996
- Catocala weigerti Hacker, 1999
- Catocala whitneyi Dodge, 1874
- Catocala wushensis Okano, 1964

## Bildgalleri

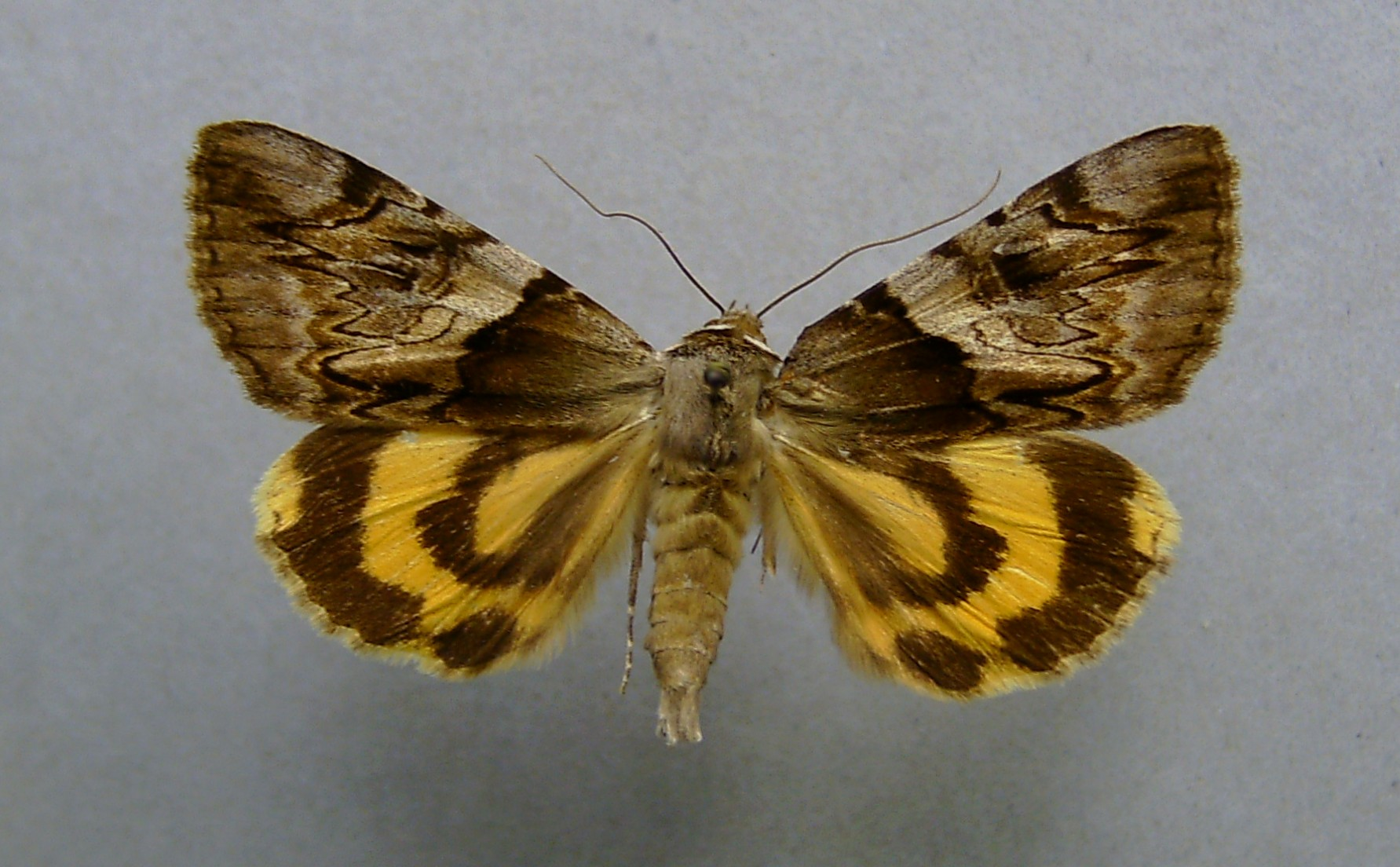
Gulbandat ordensfly Catocala fulminea
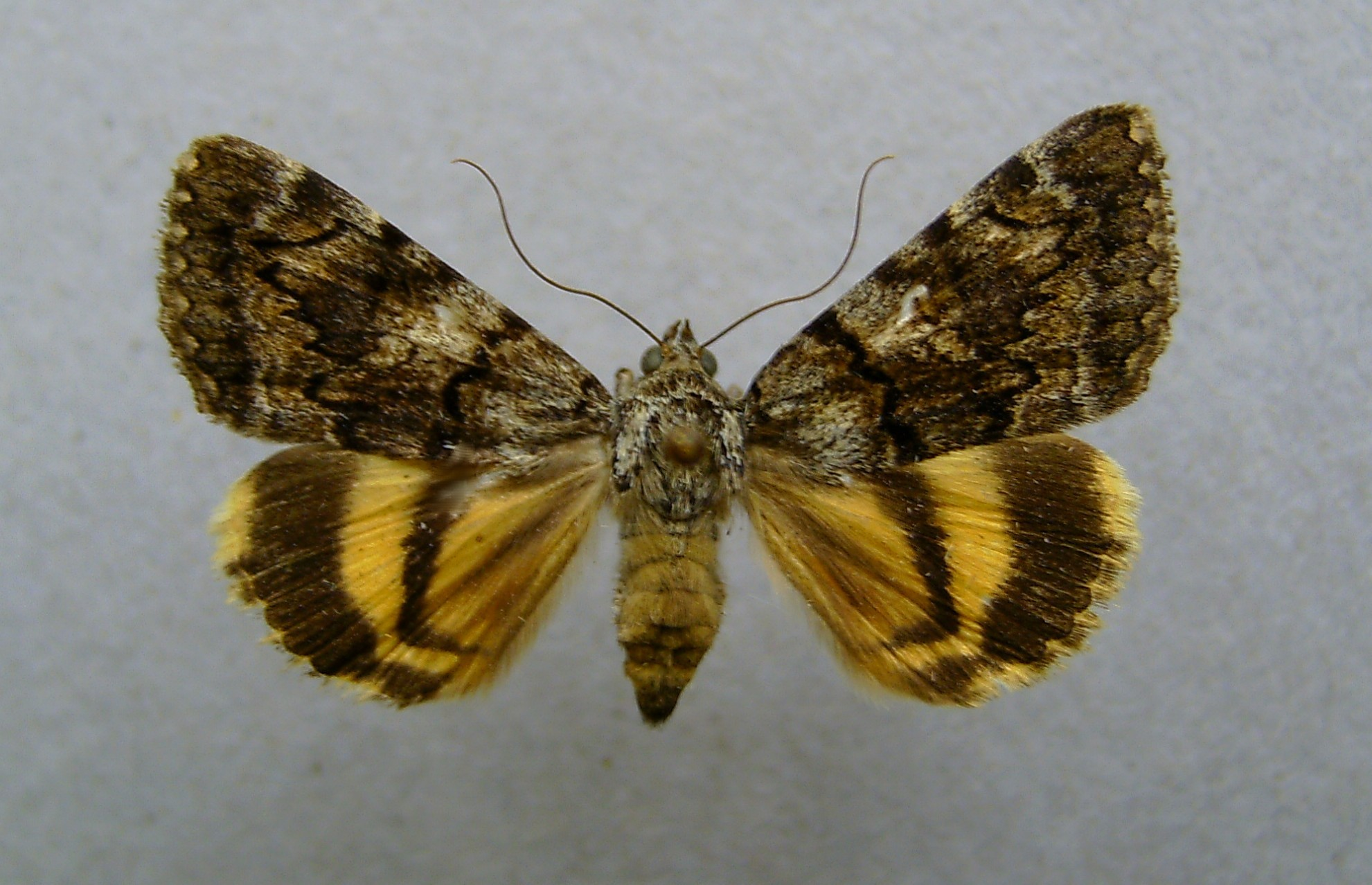
Catocala nymphagoga
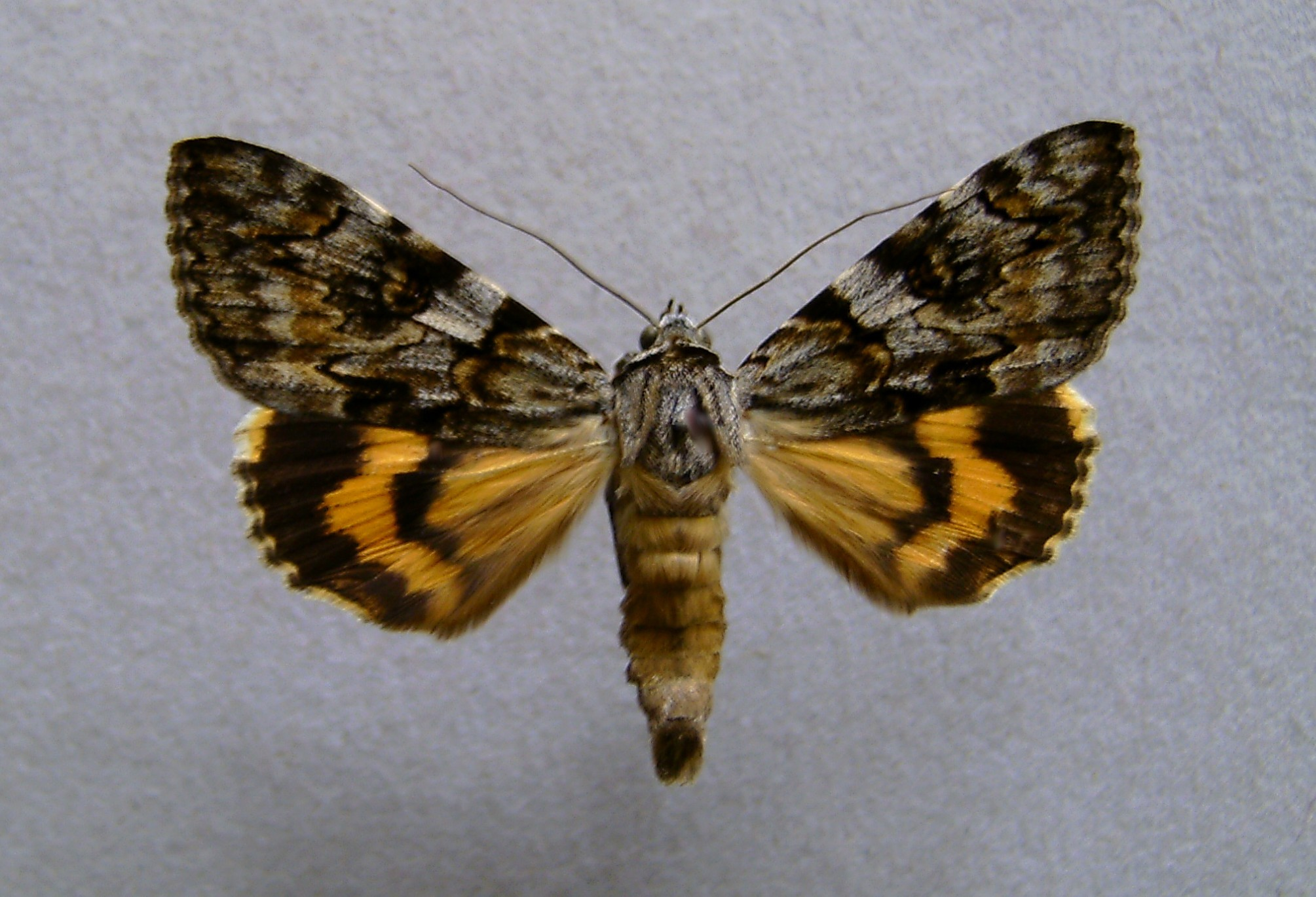
Catocala conversa
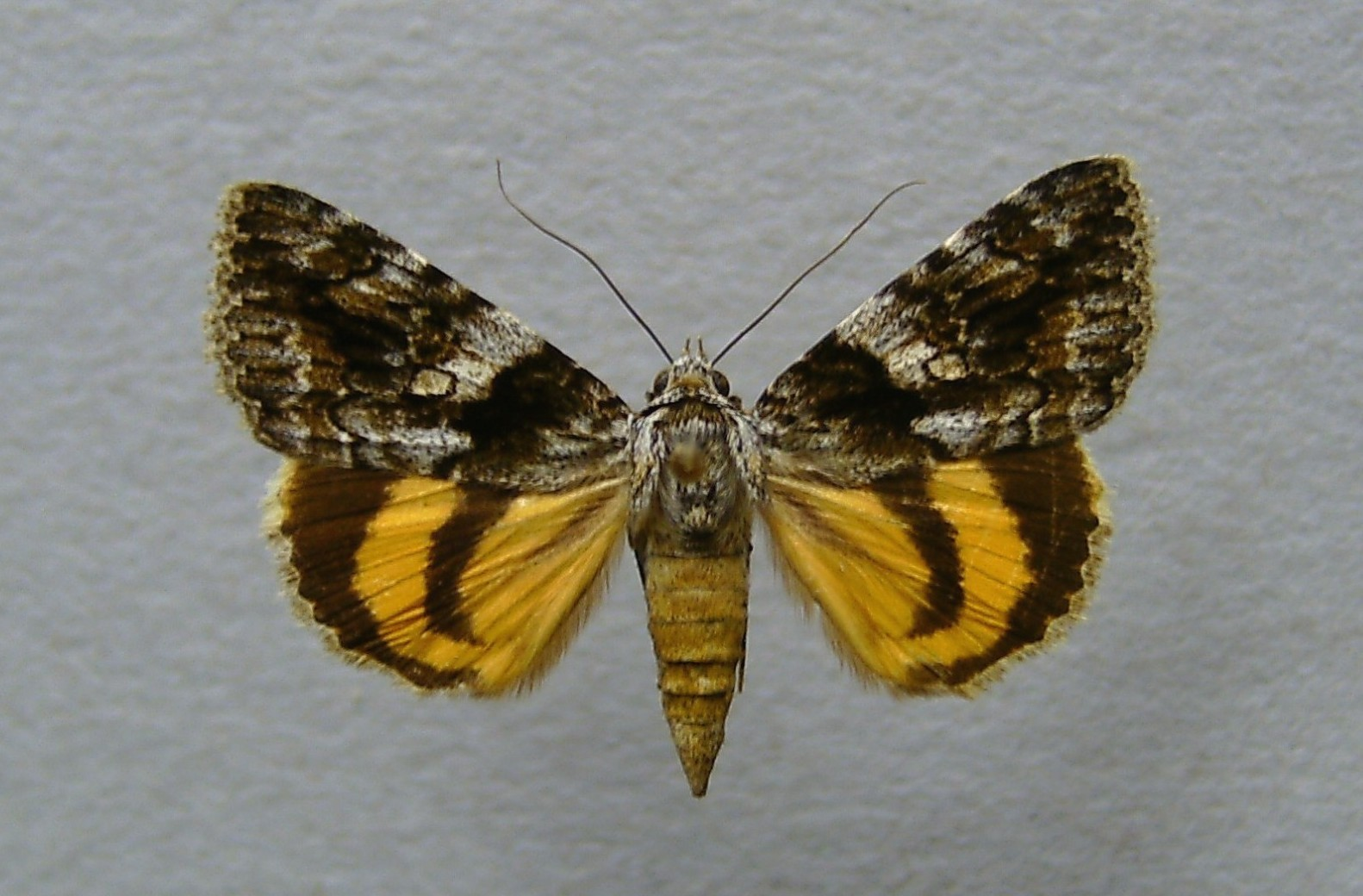
Catocala diversa
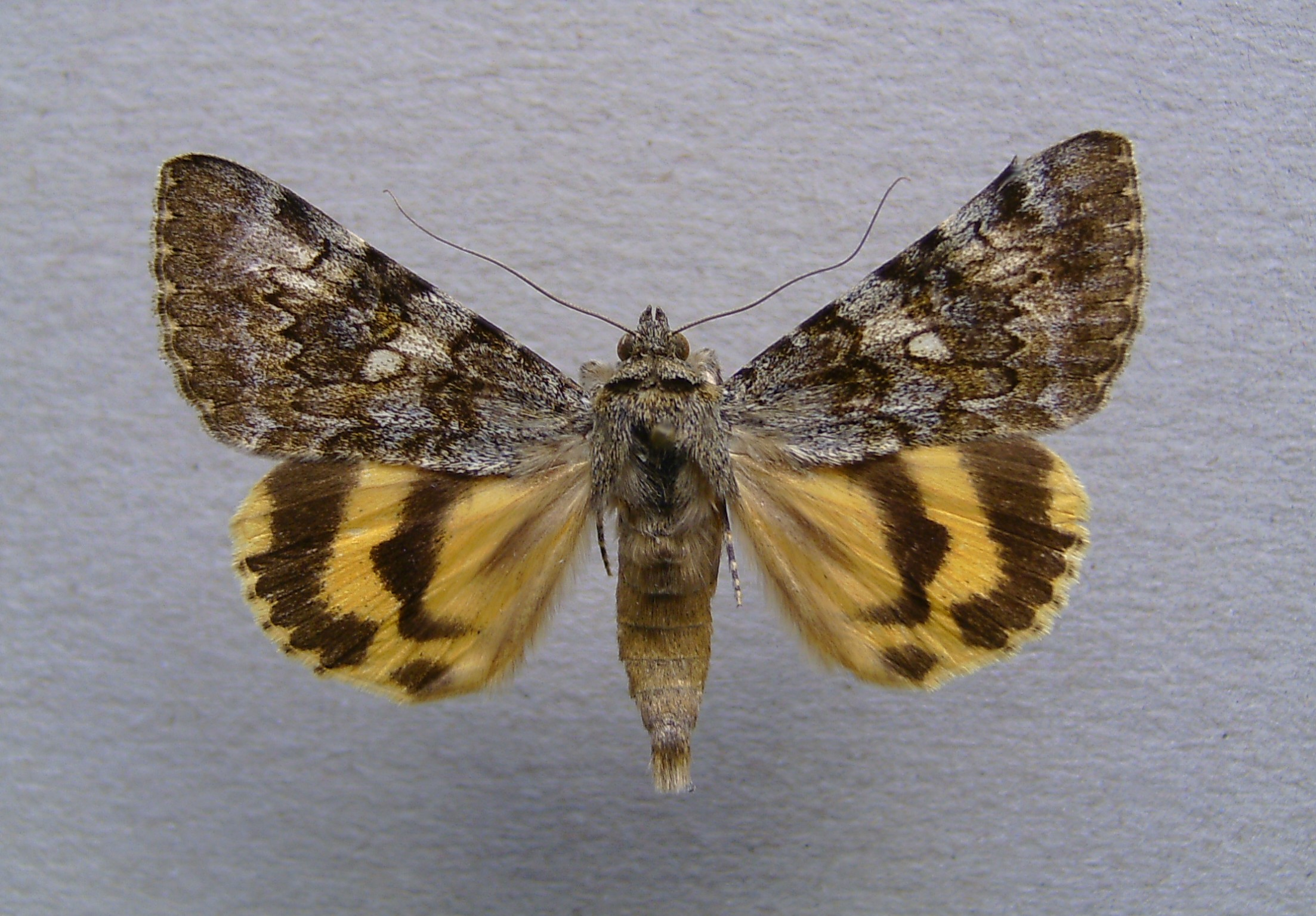
Catocala nymphaea
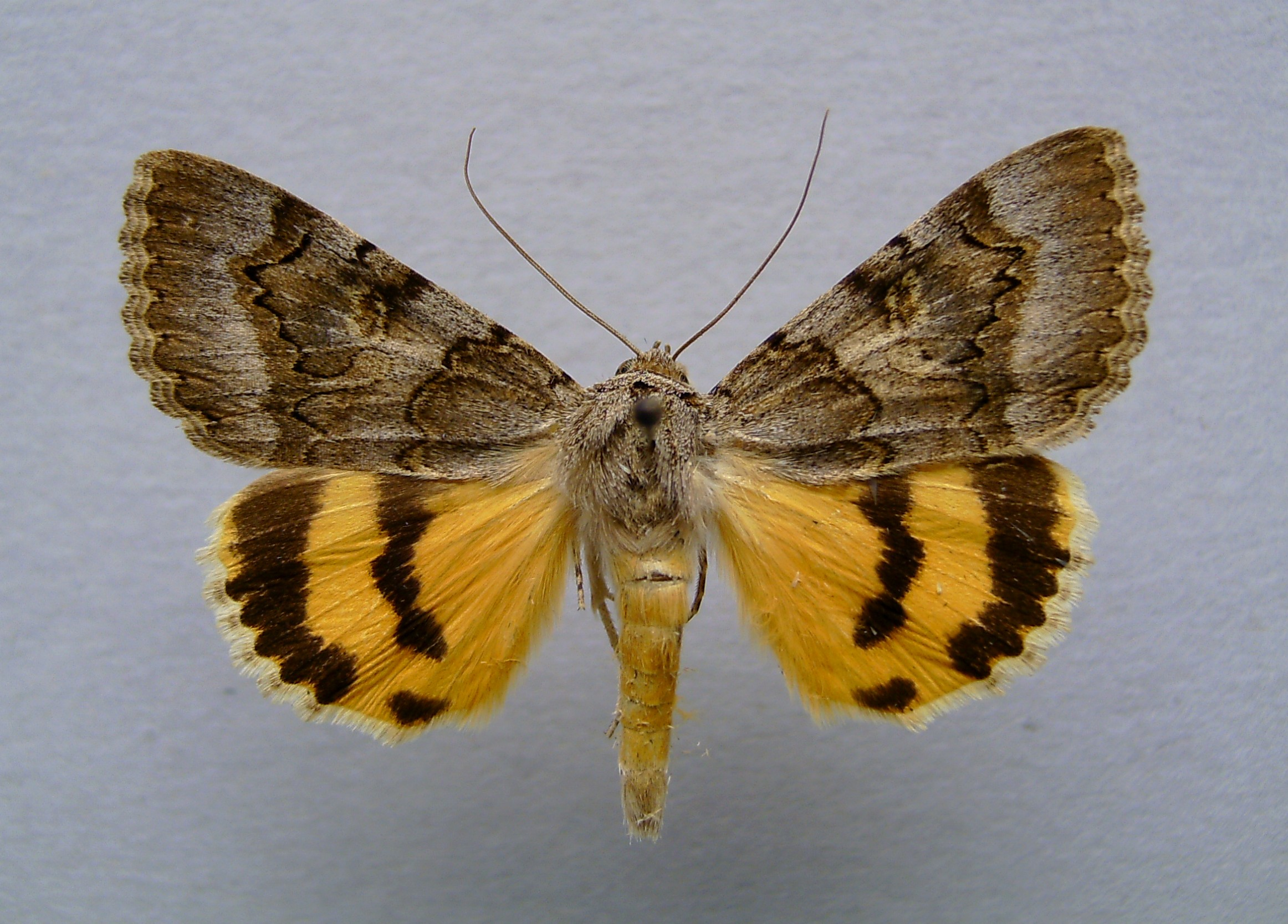
Catocala neonympha
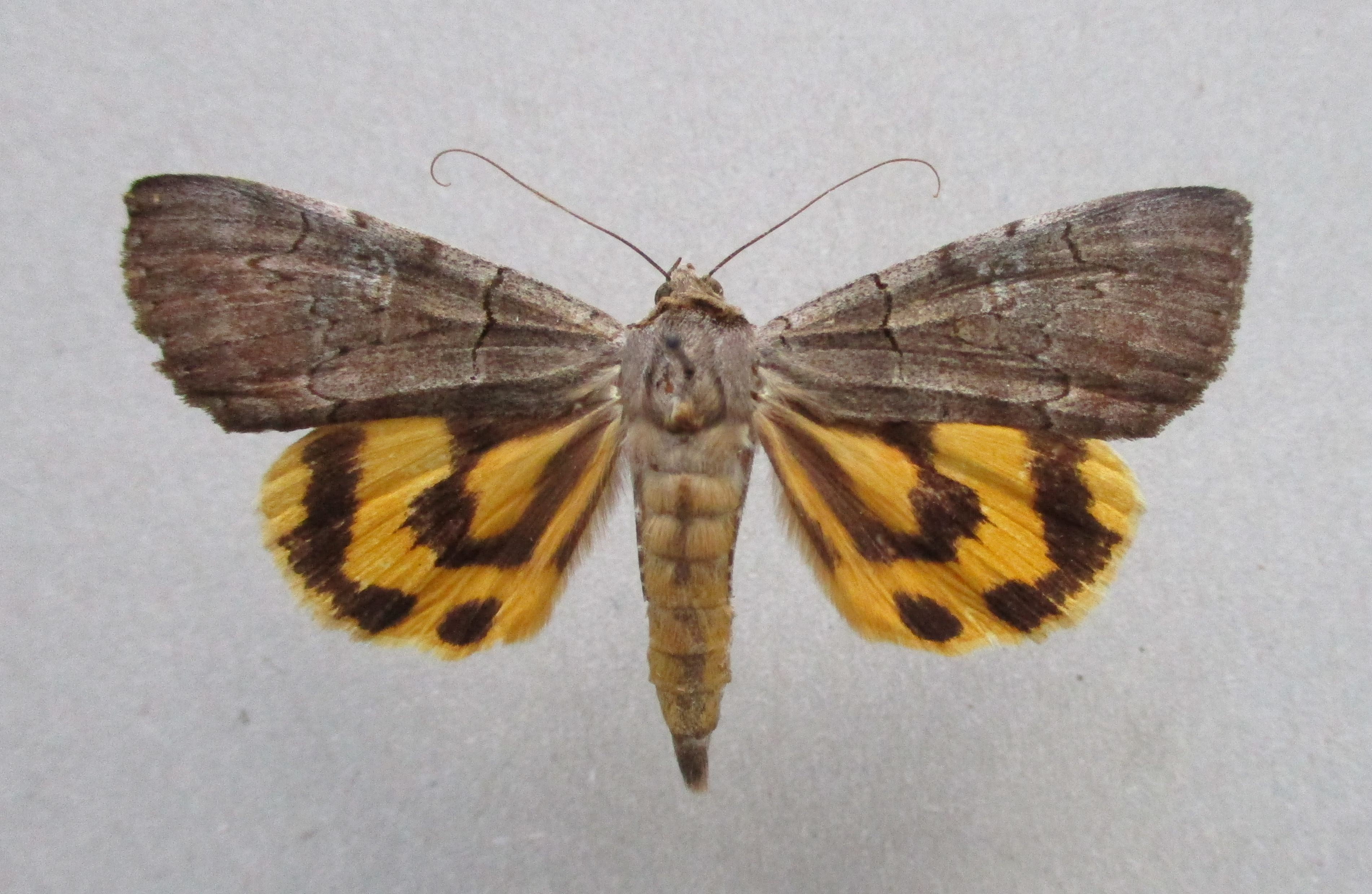
Catocala agitatrix
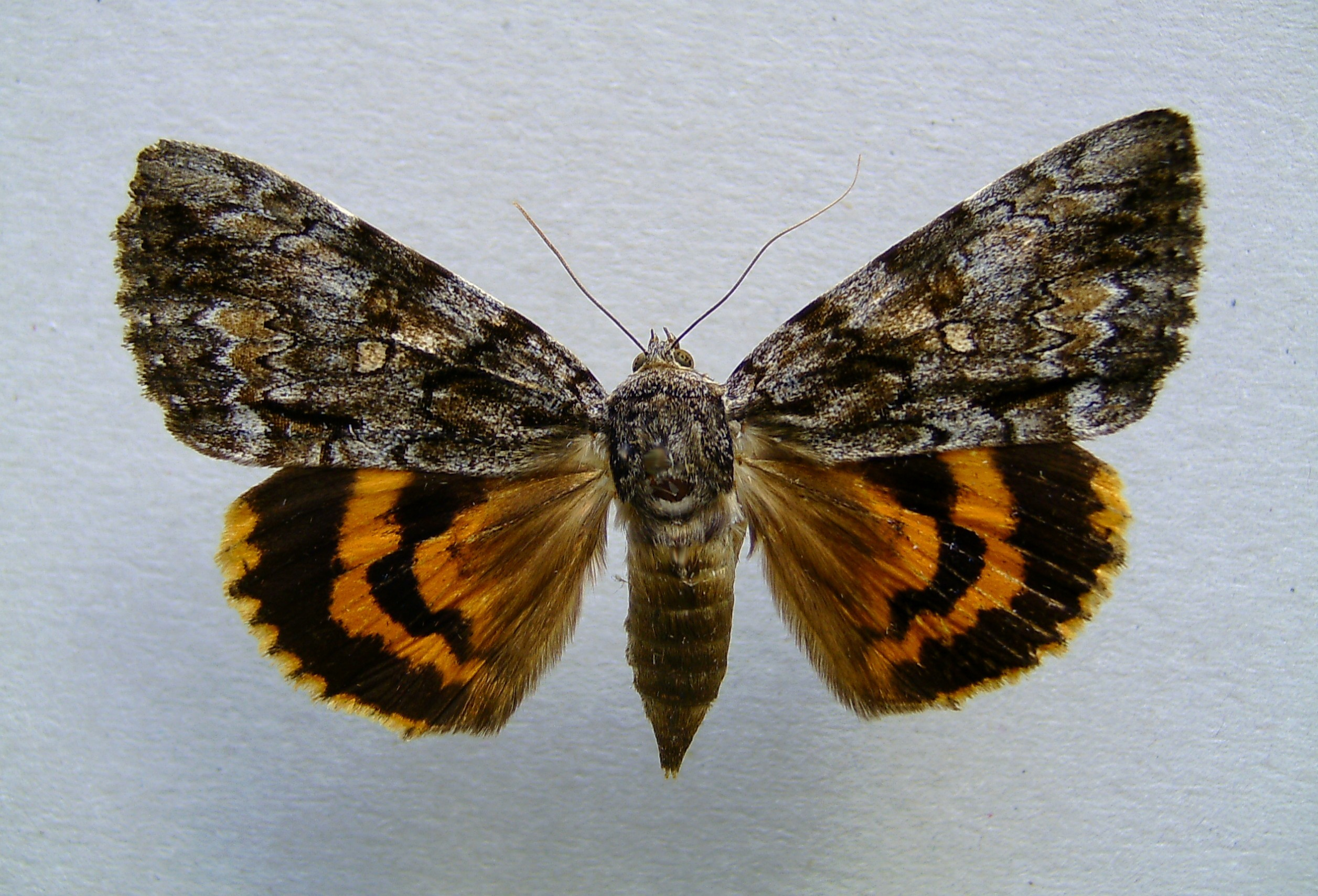
Catocala palaeogama
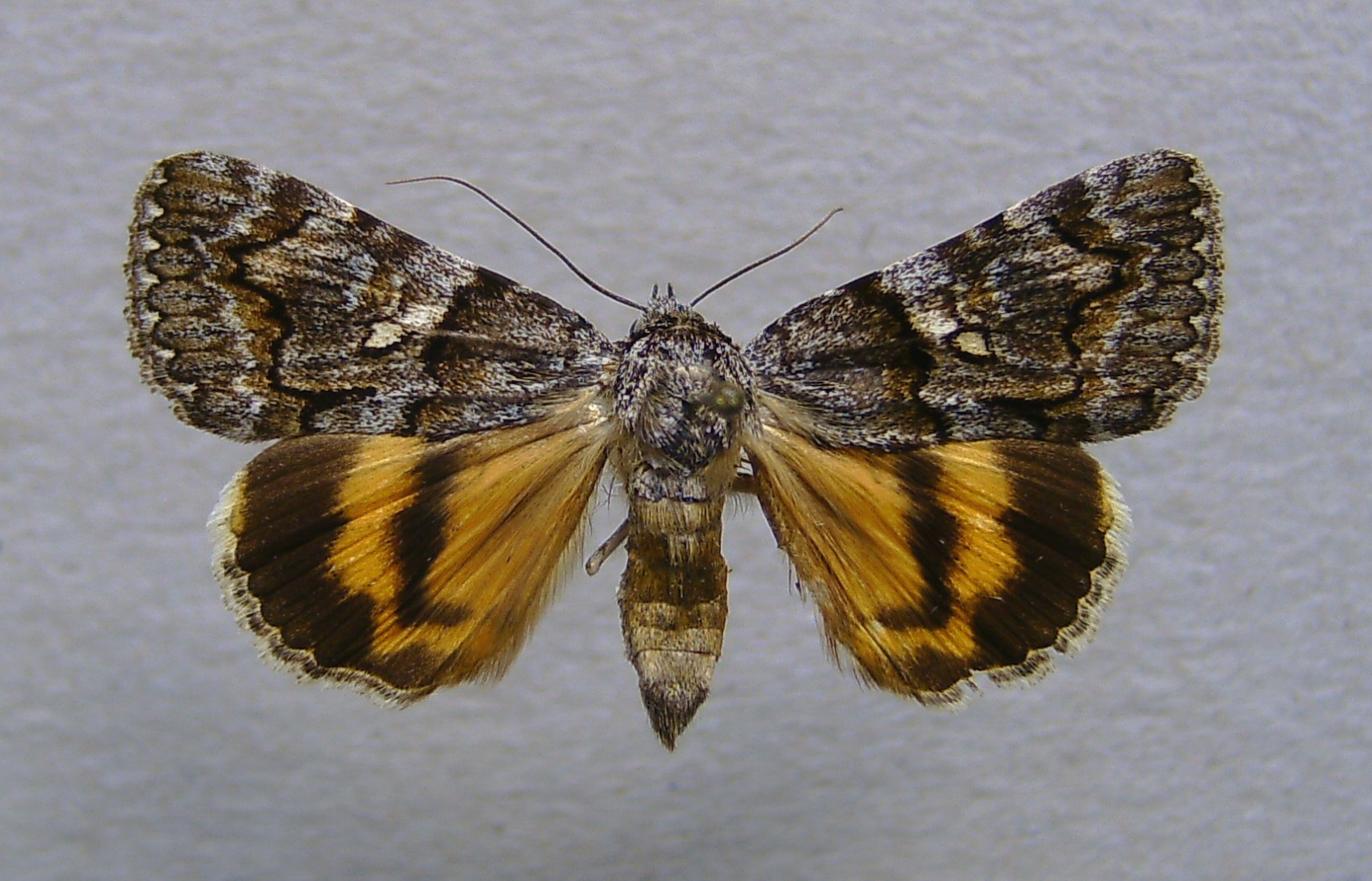
Catocala disjuncta
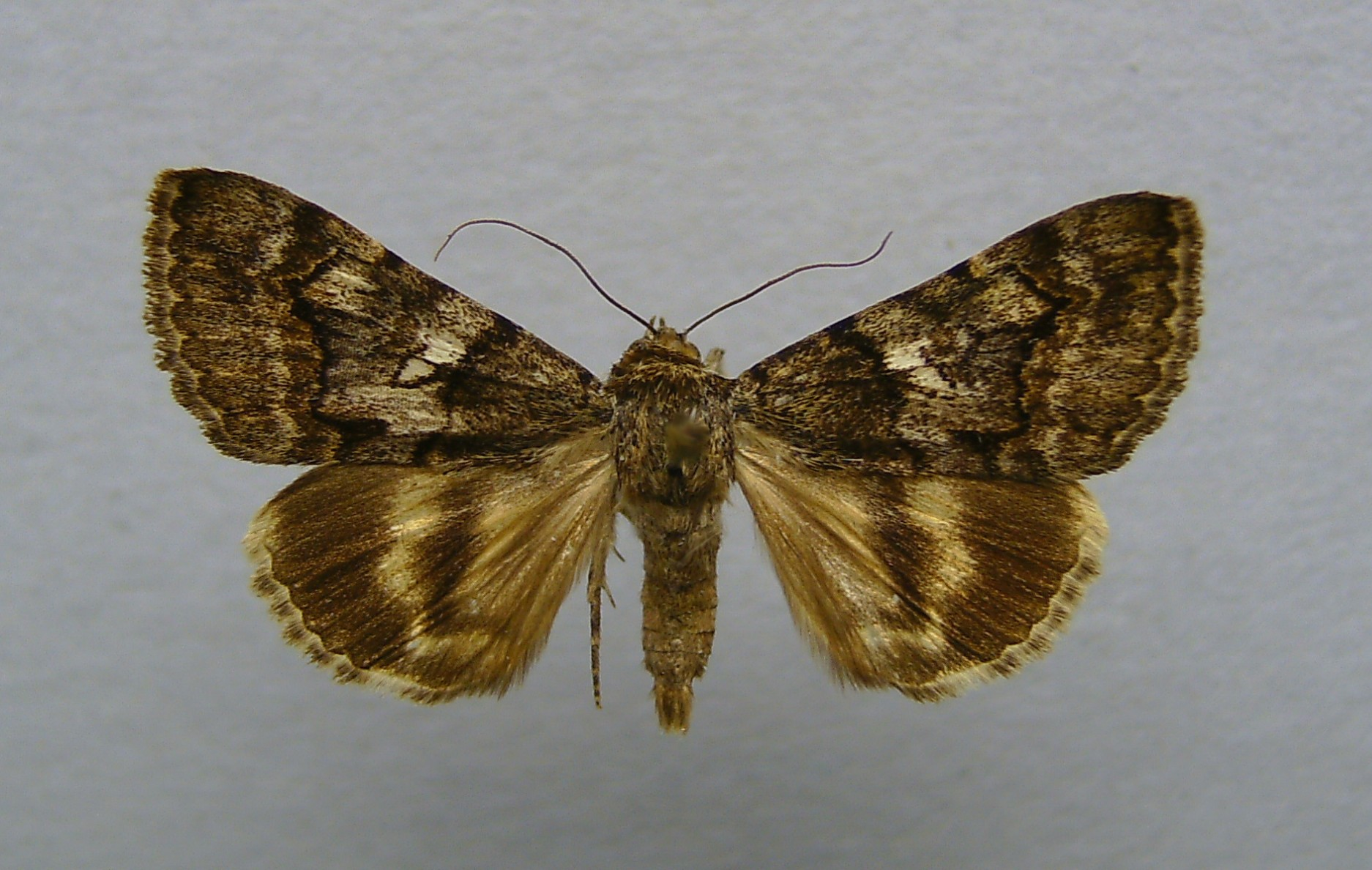
Catocala separata
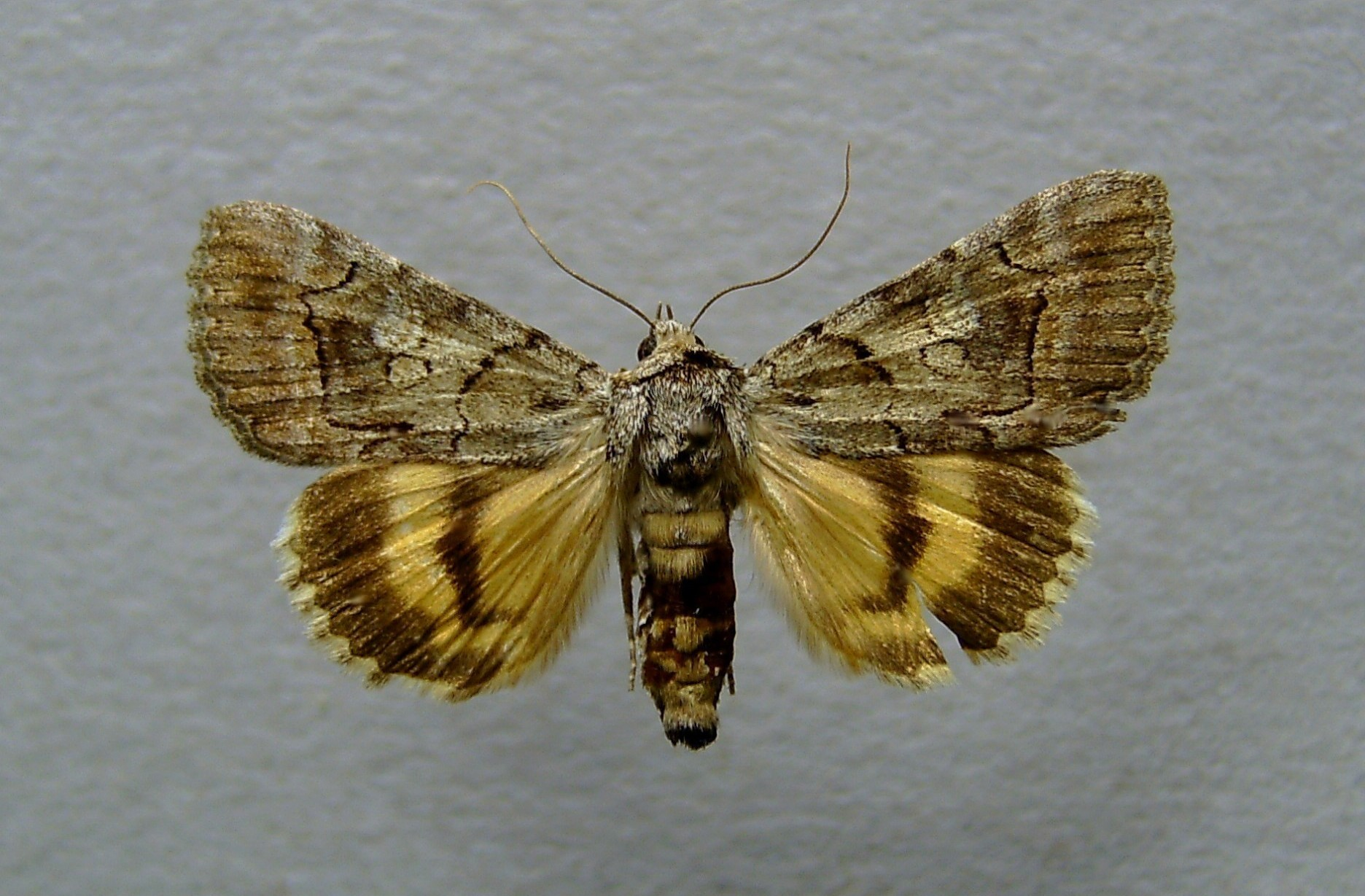
Catocala eutychea
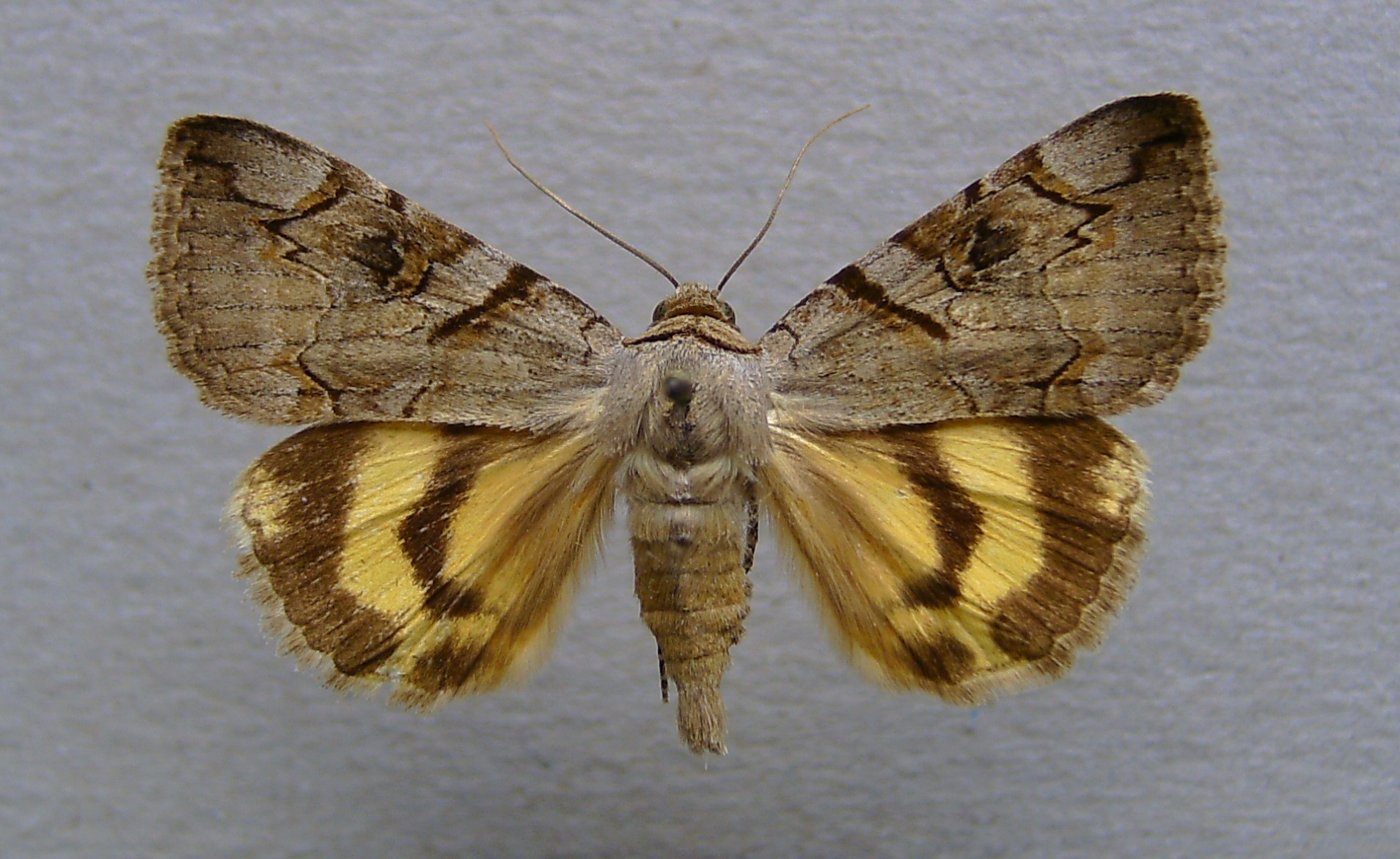
Catocala hymenaea
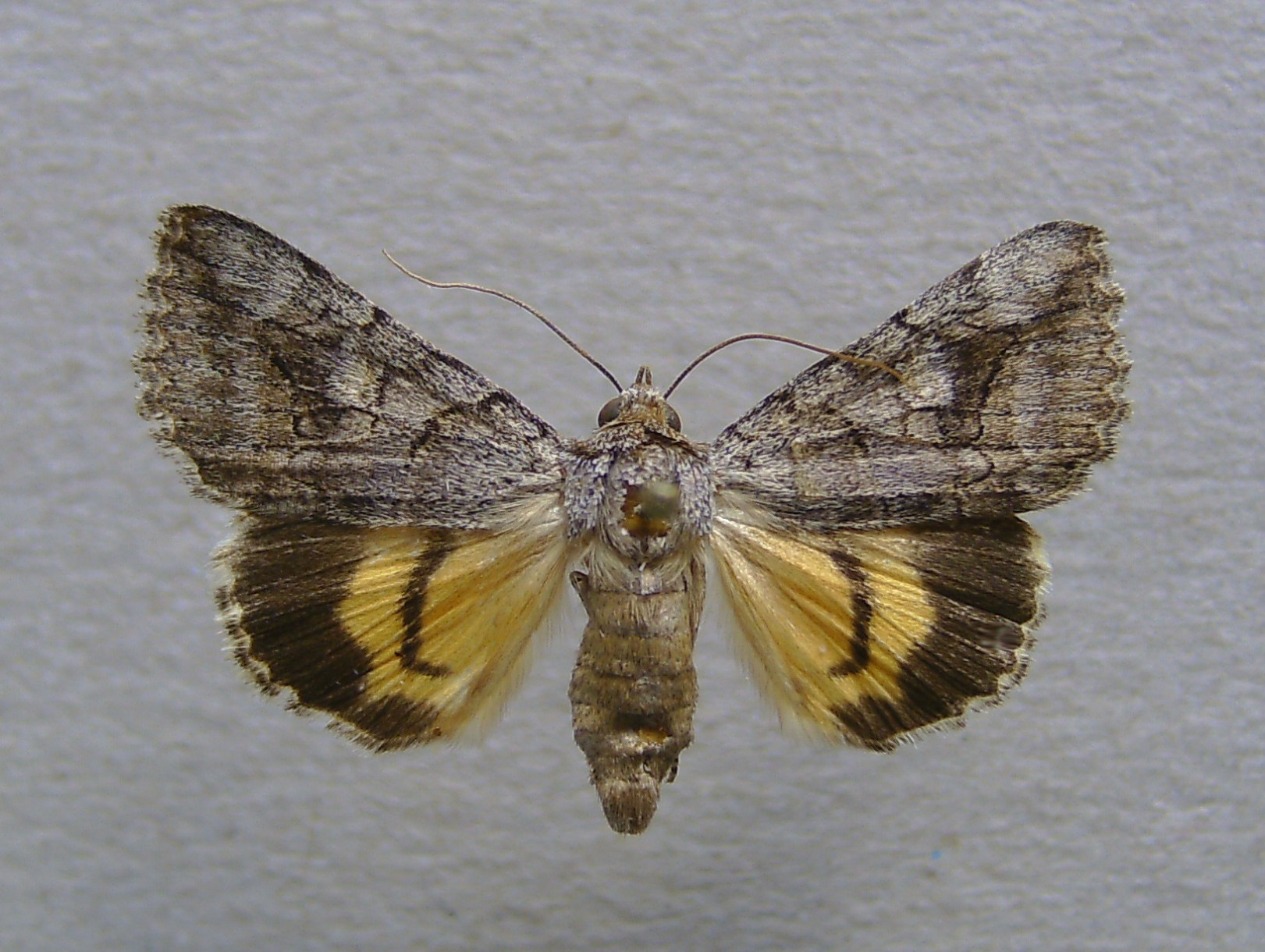
Catocala mariana
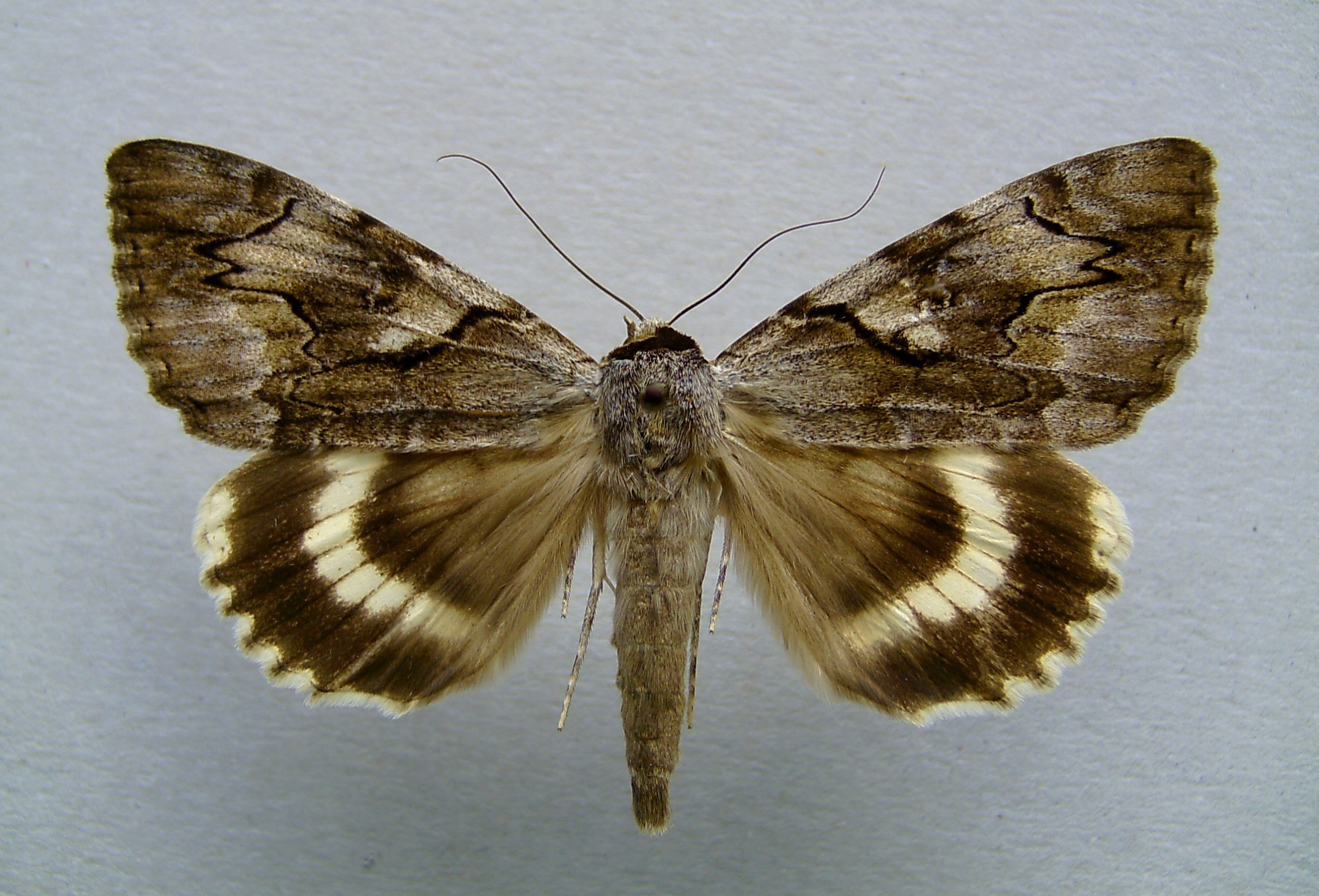
Catocala lara
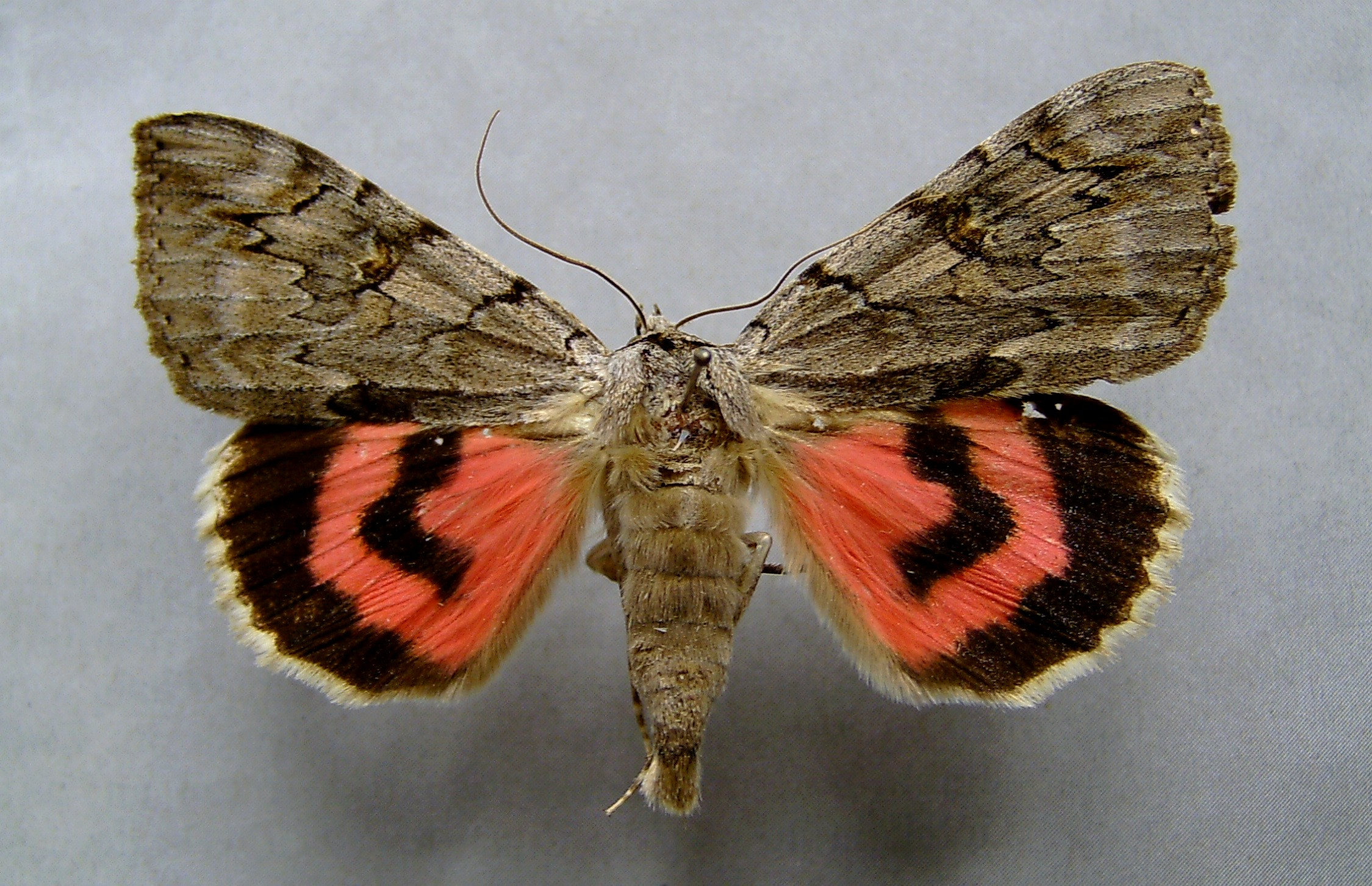
Stenfärgat ordensfly Catocala electa
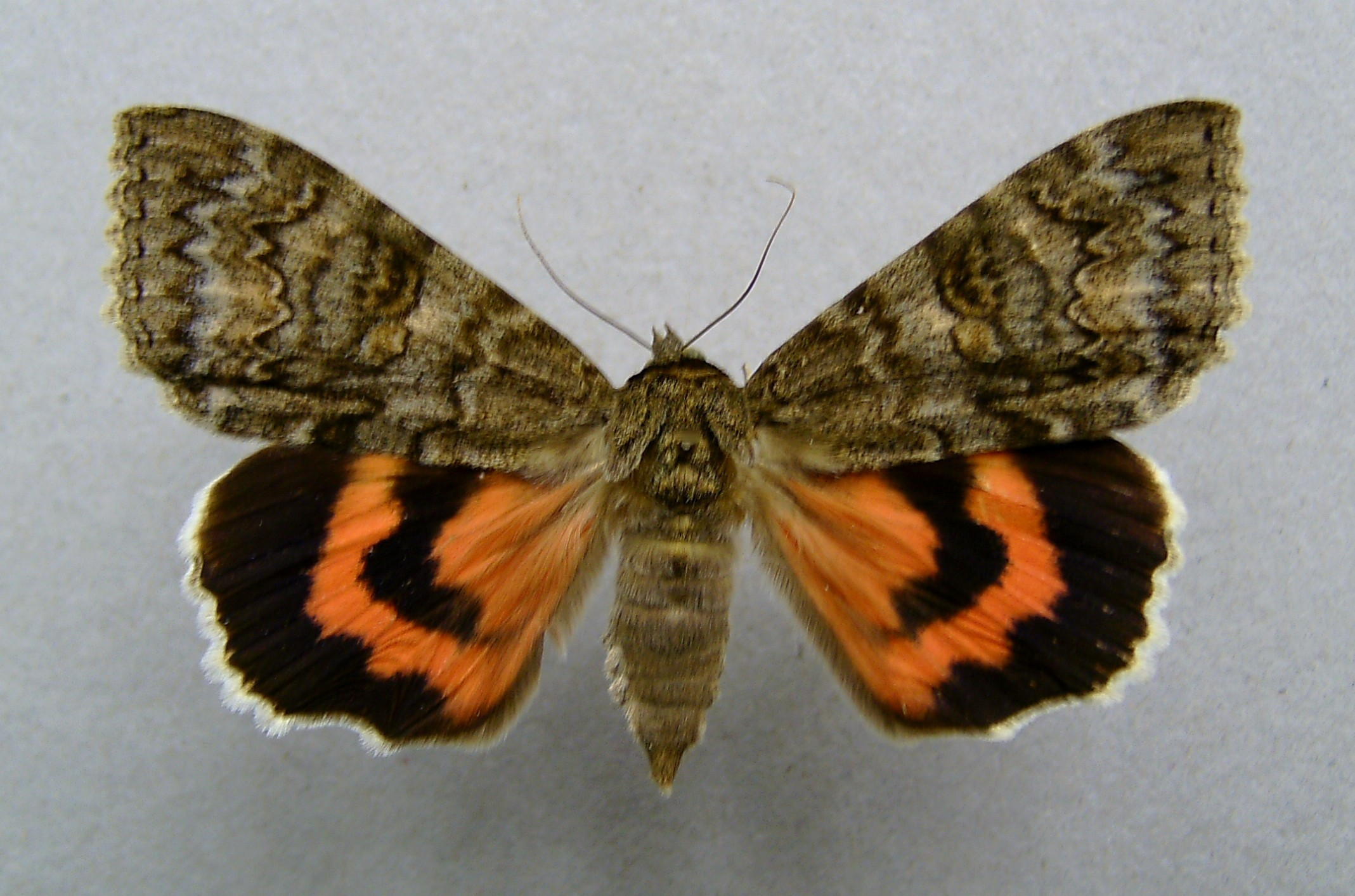
Vinkelbandat ordensfly Catocala nupta
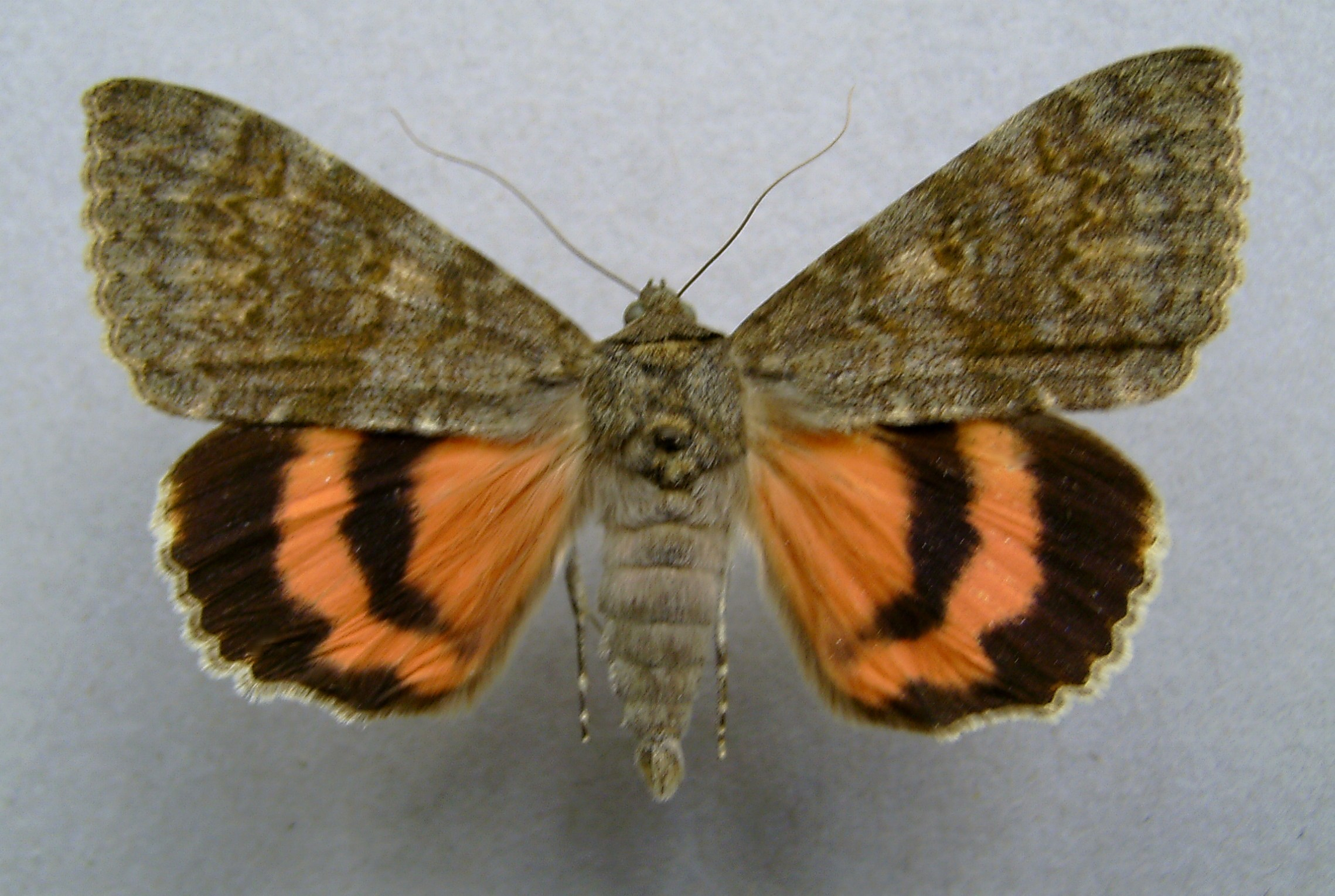
Bågbandat ordensfly Catocala elocata
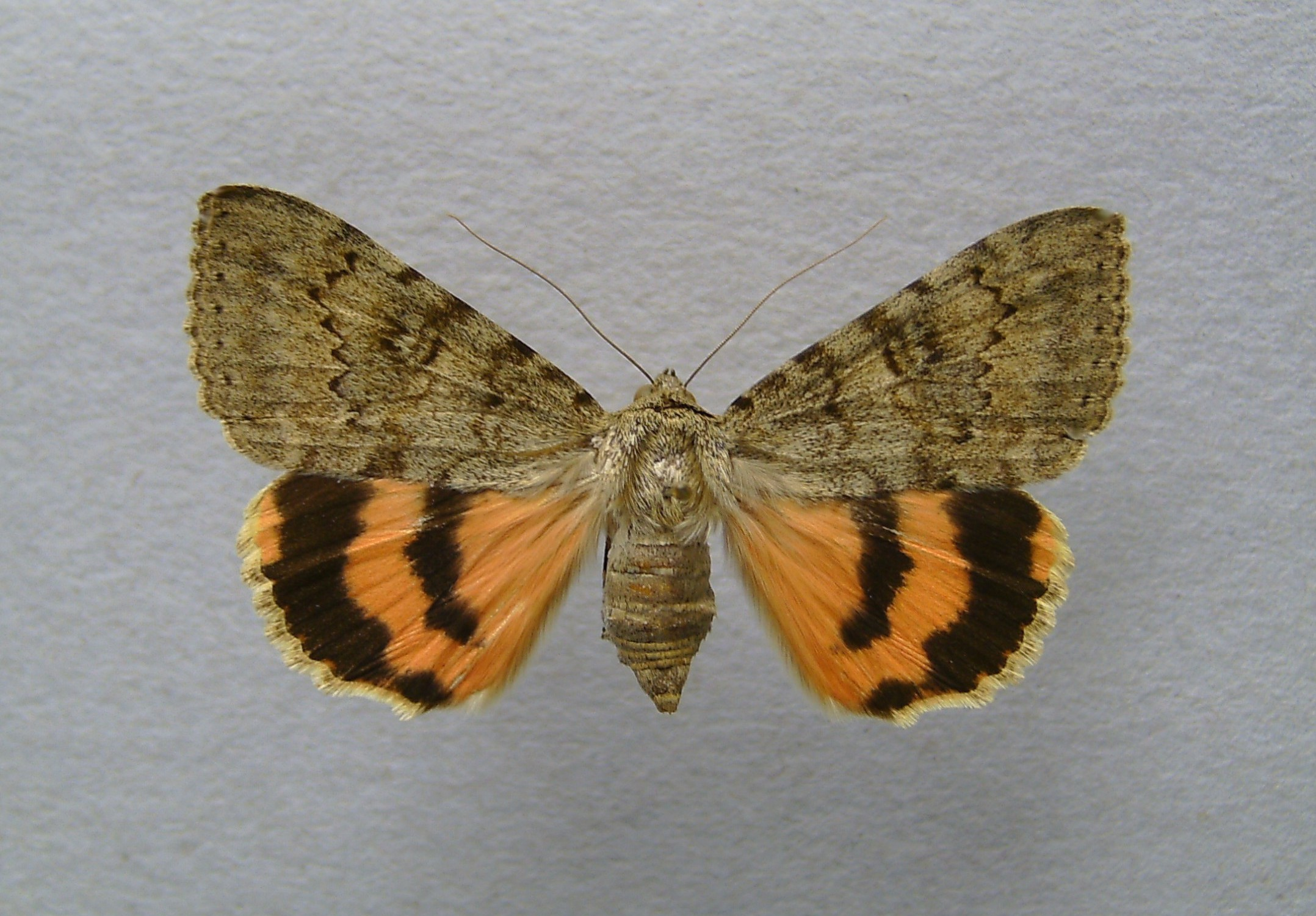
Catocala puerpera
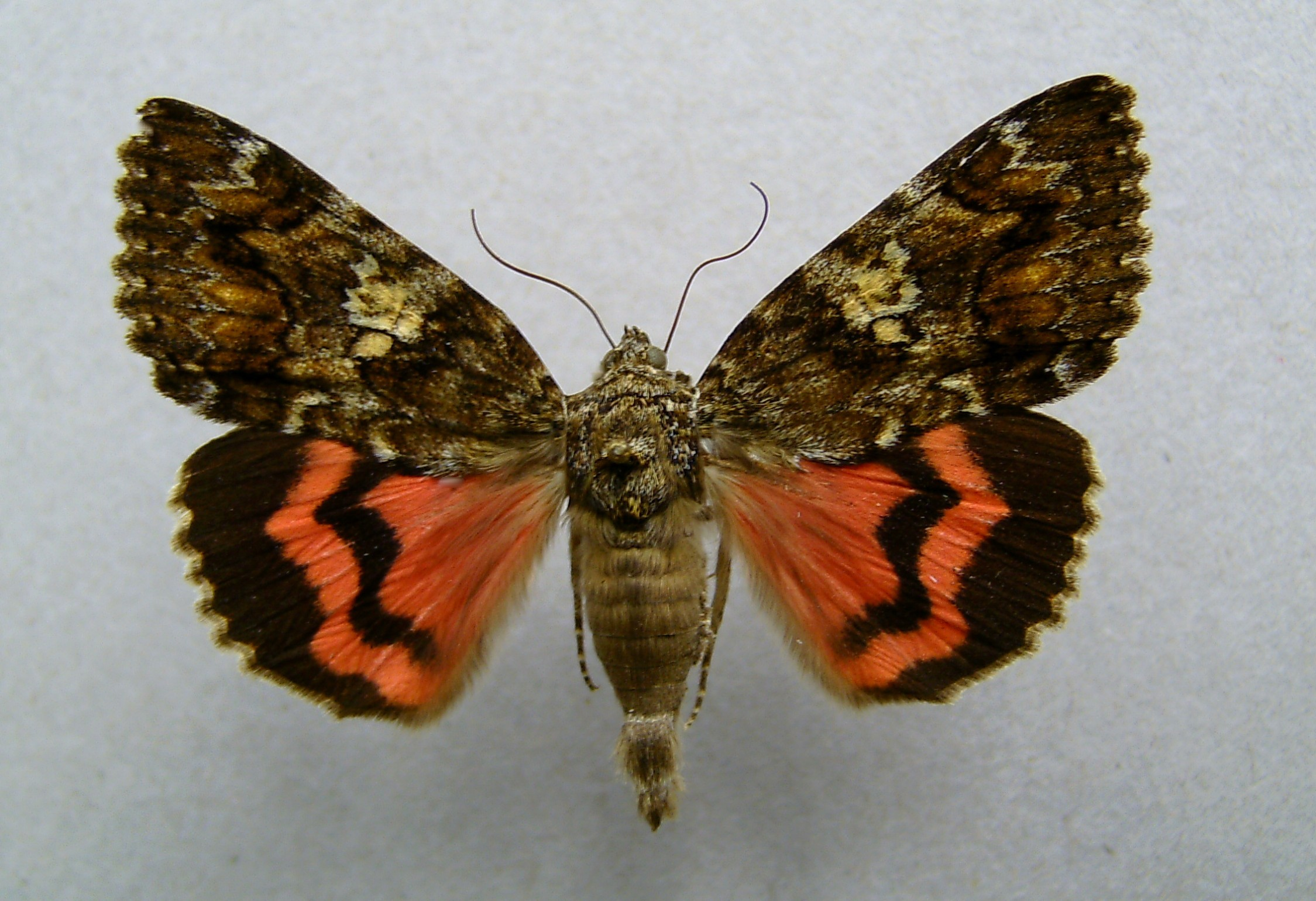
Vågbandat ordensfly Catocala sponsa
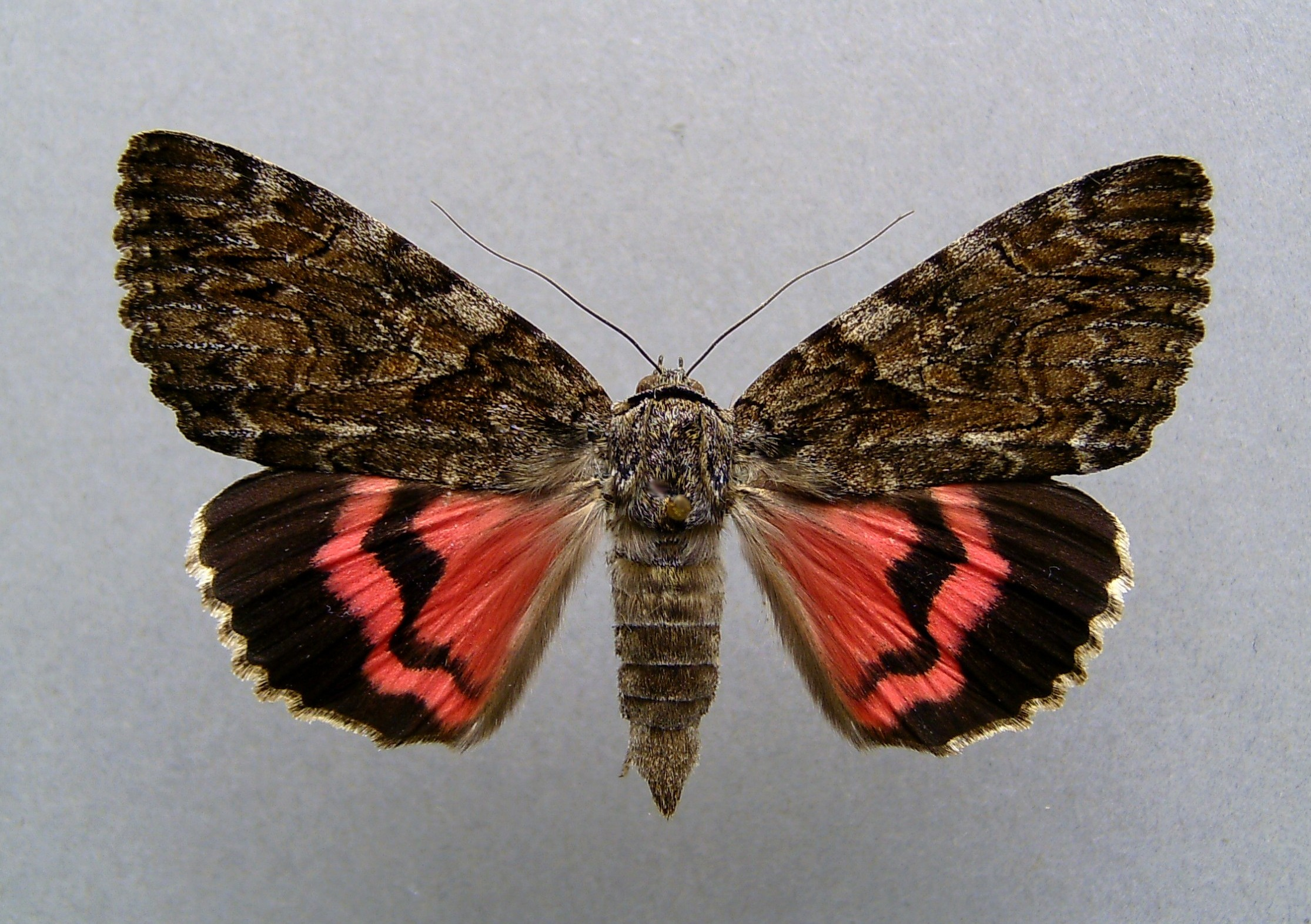
Catocala dilecta
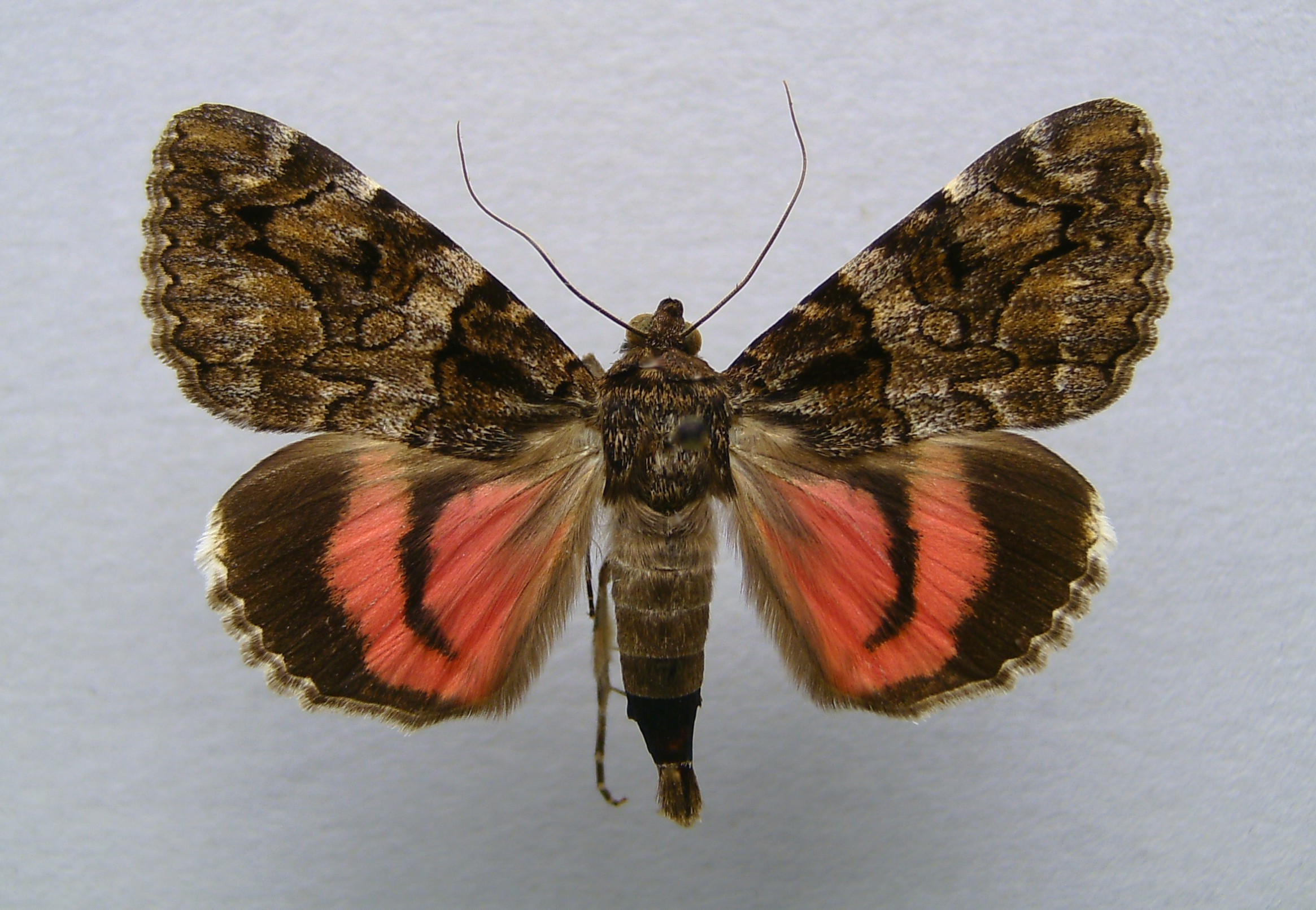
Catocala conjuncta
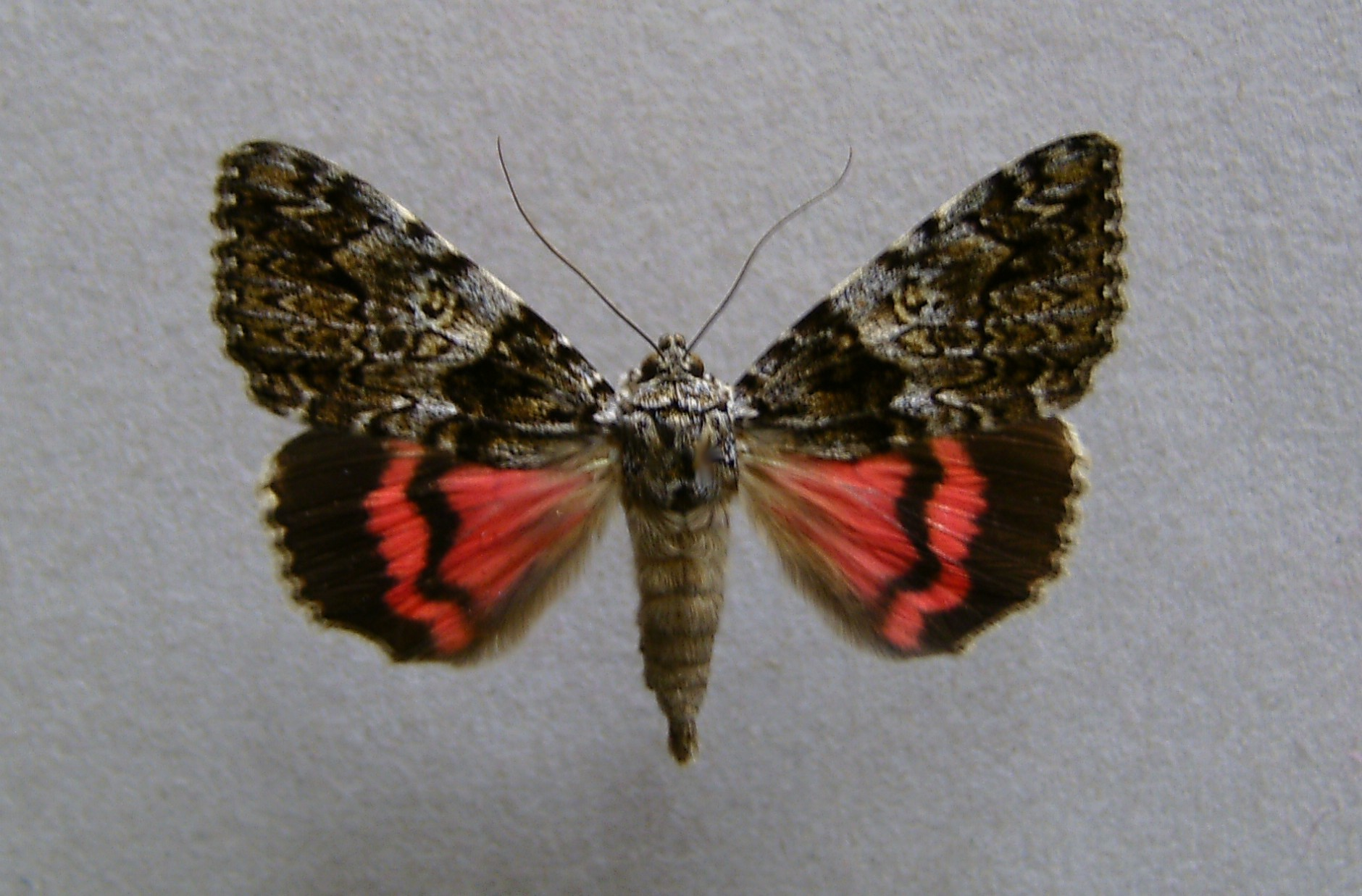
Ekordensfly Catocala promissa
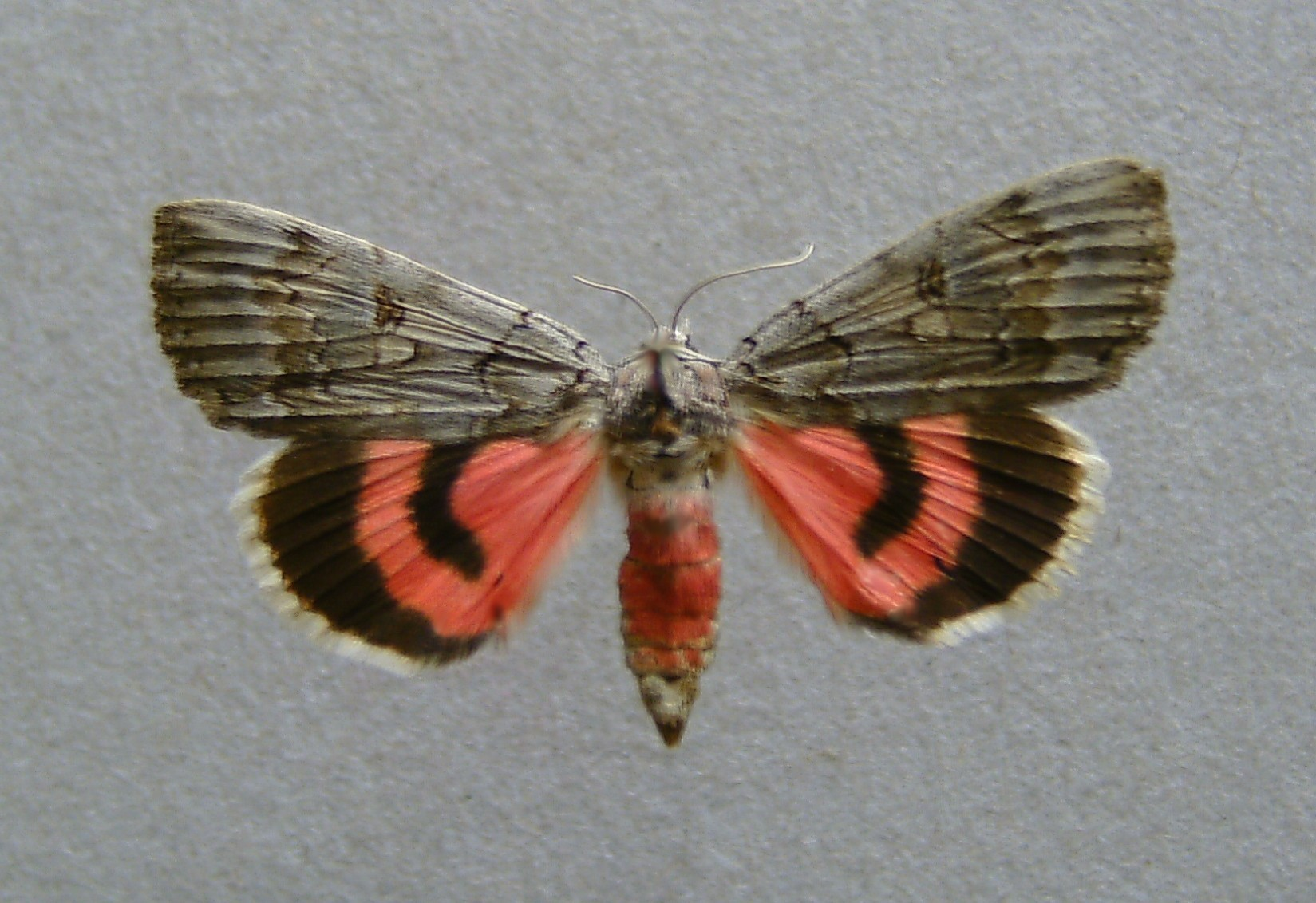
Rosenryggat ordensfly Catocala pacta
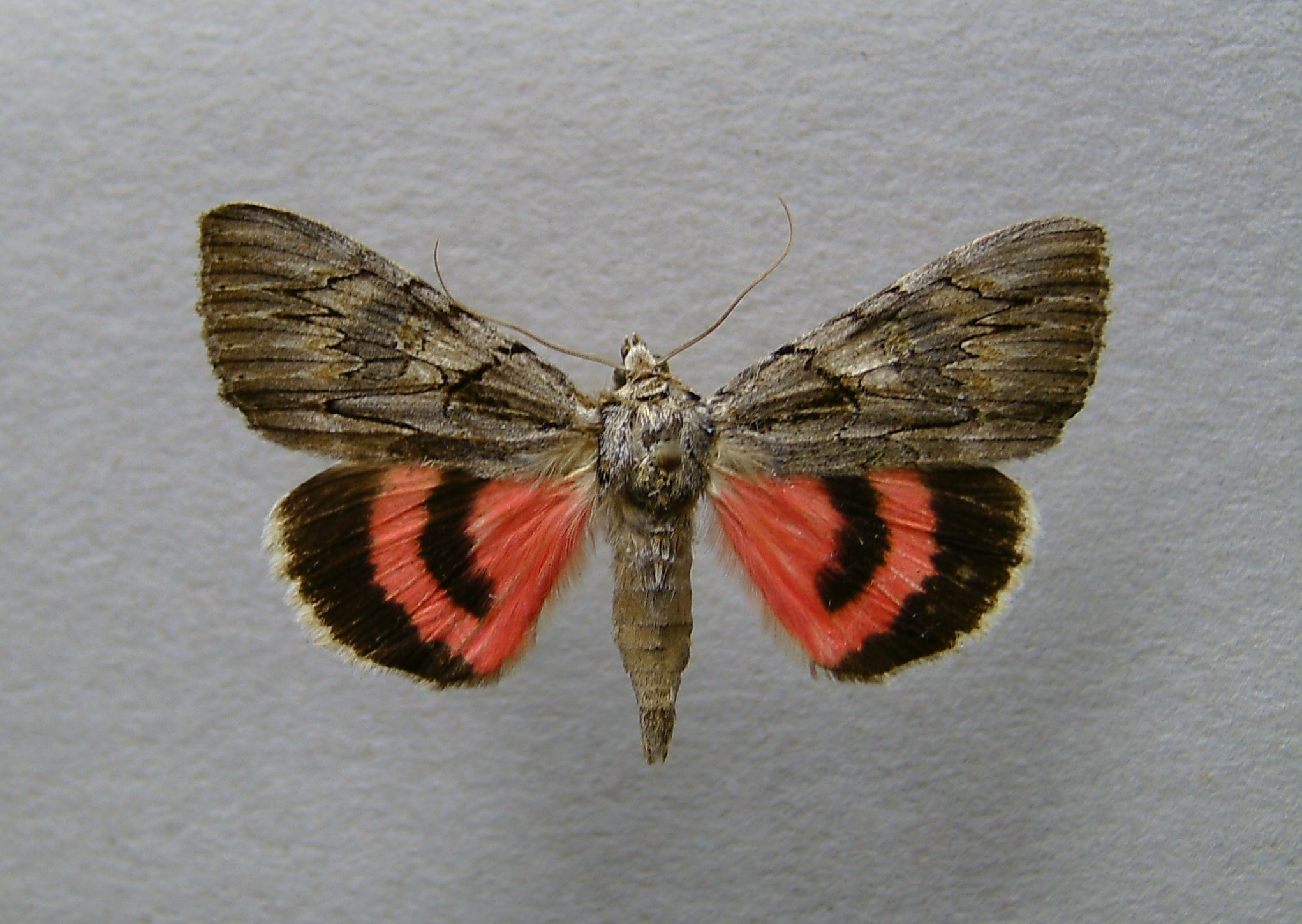
Catocala optata
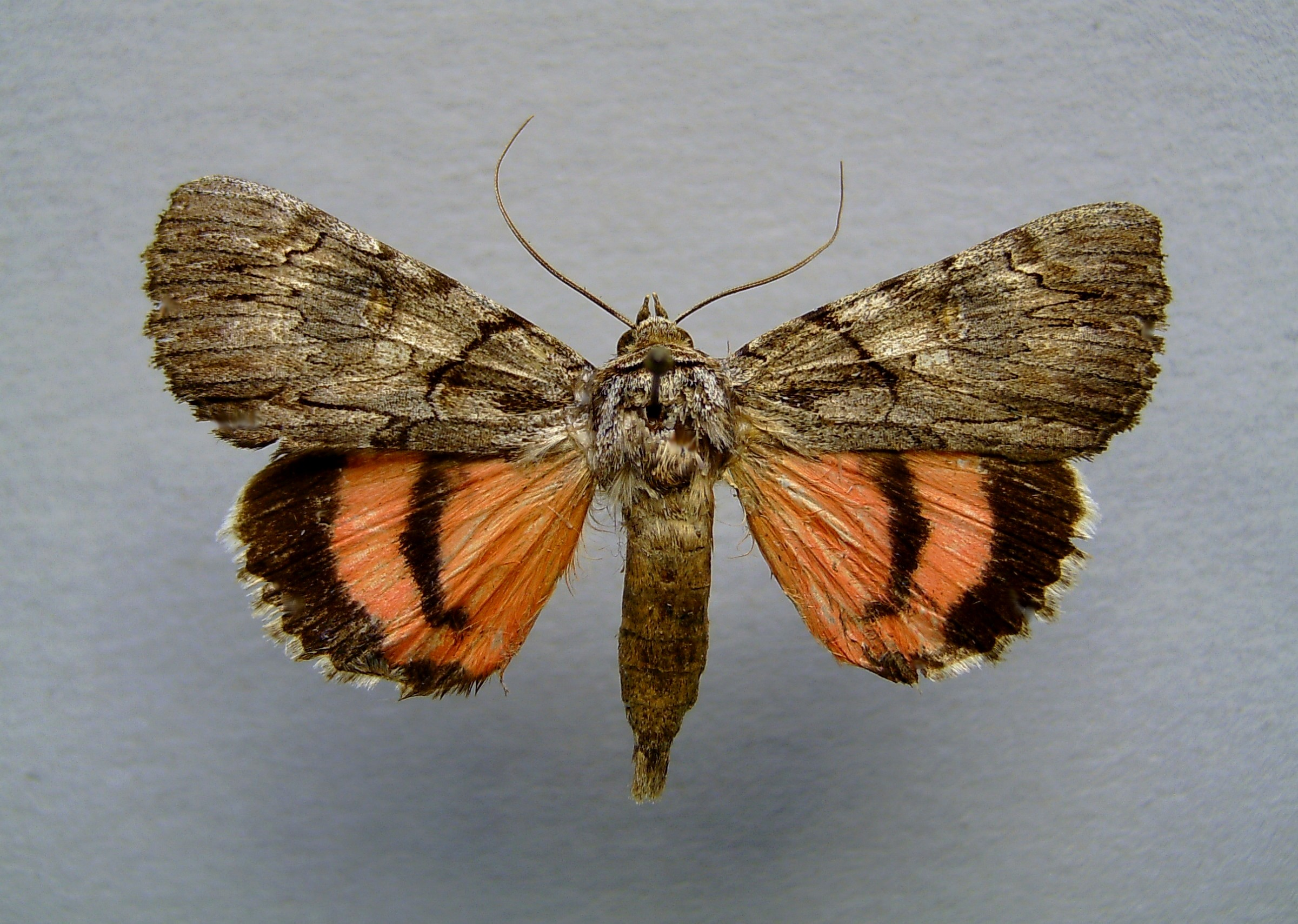
Catocala lupina
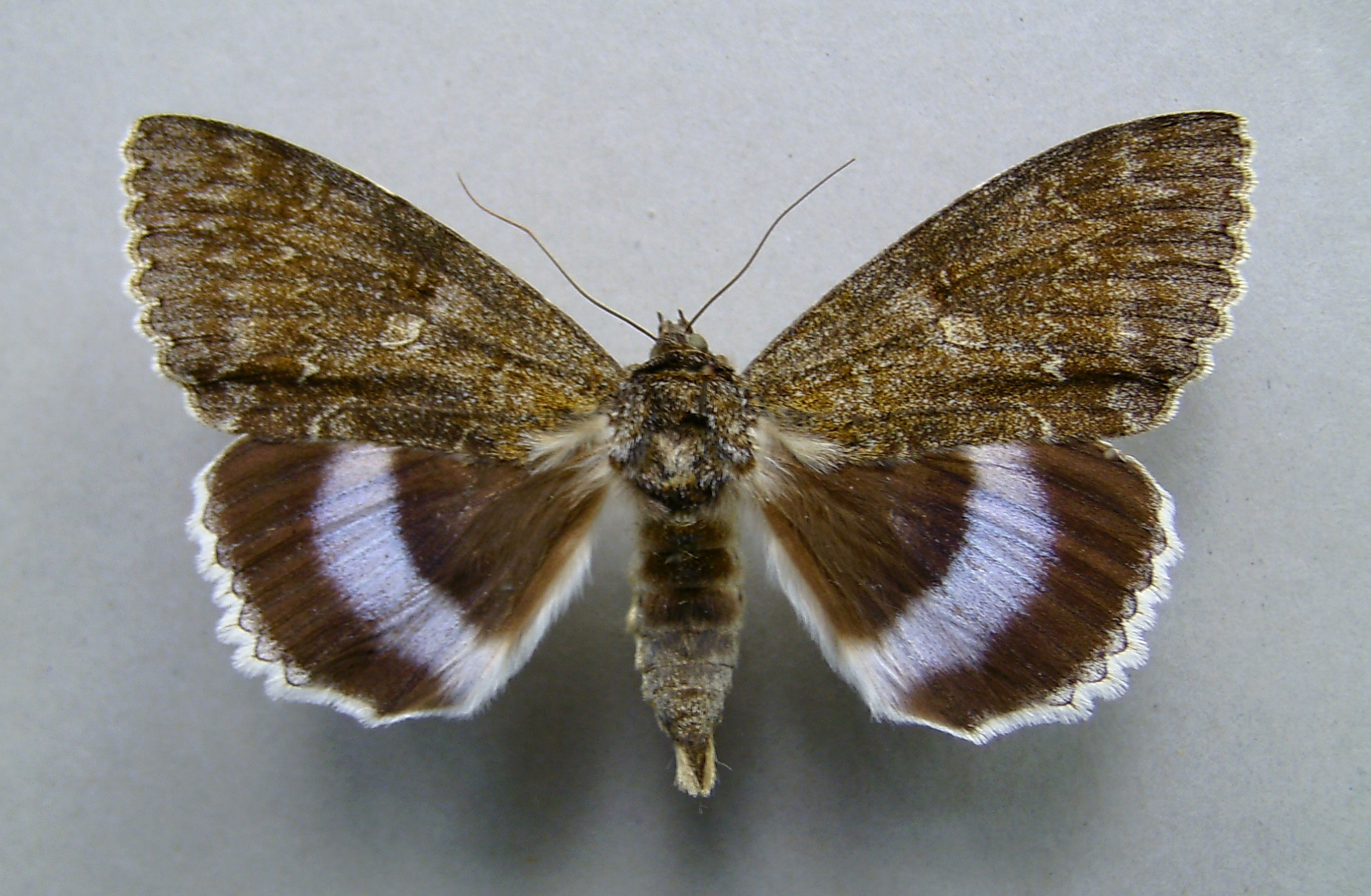
Blåbandat ordensfly Catocala fraxini
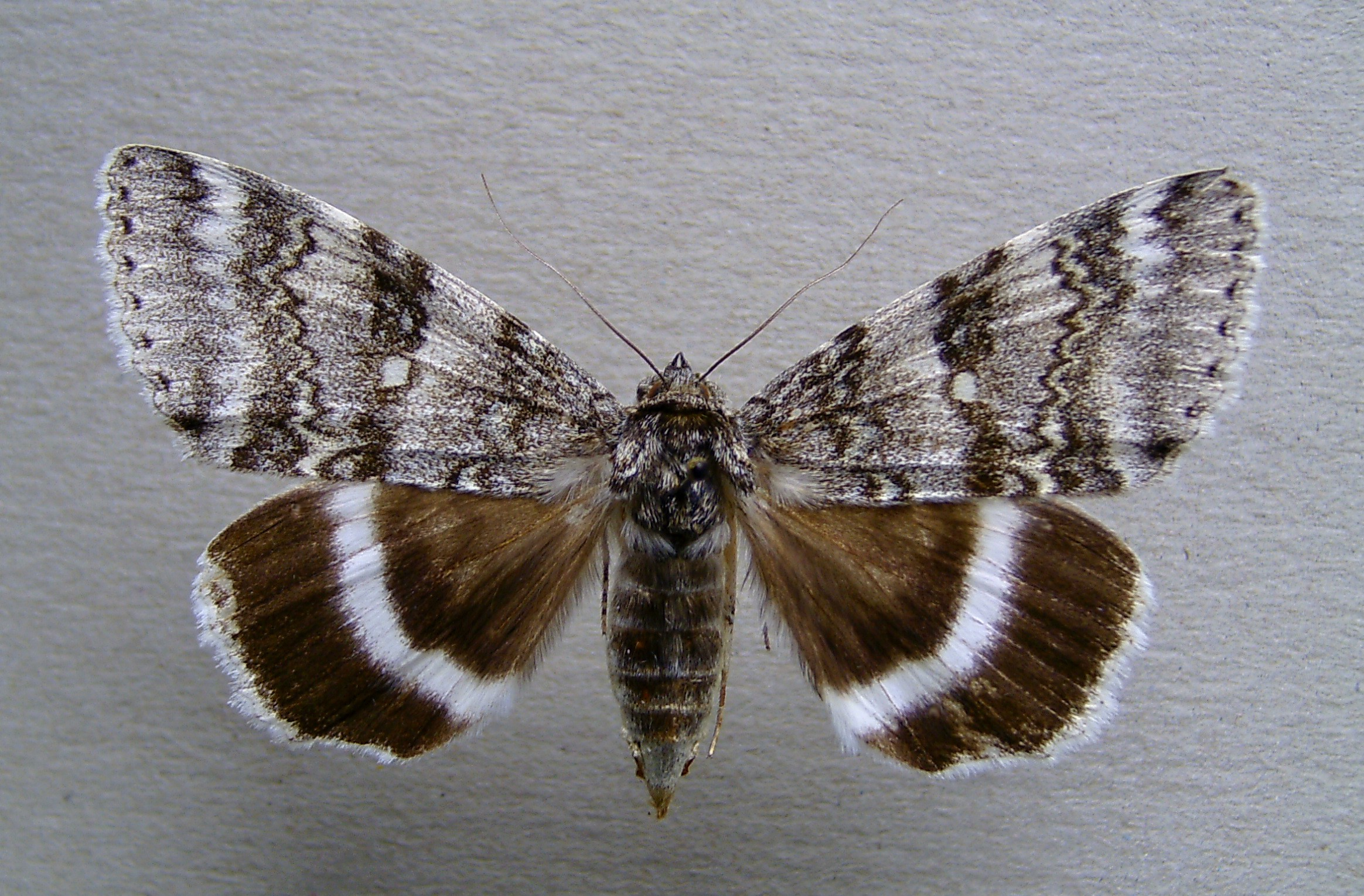
Catocala relicta
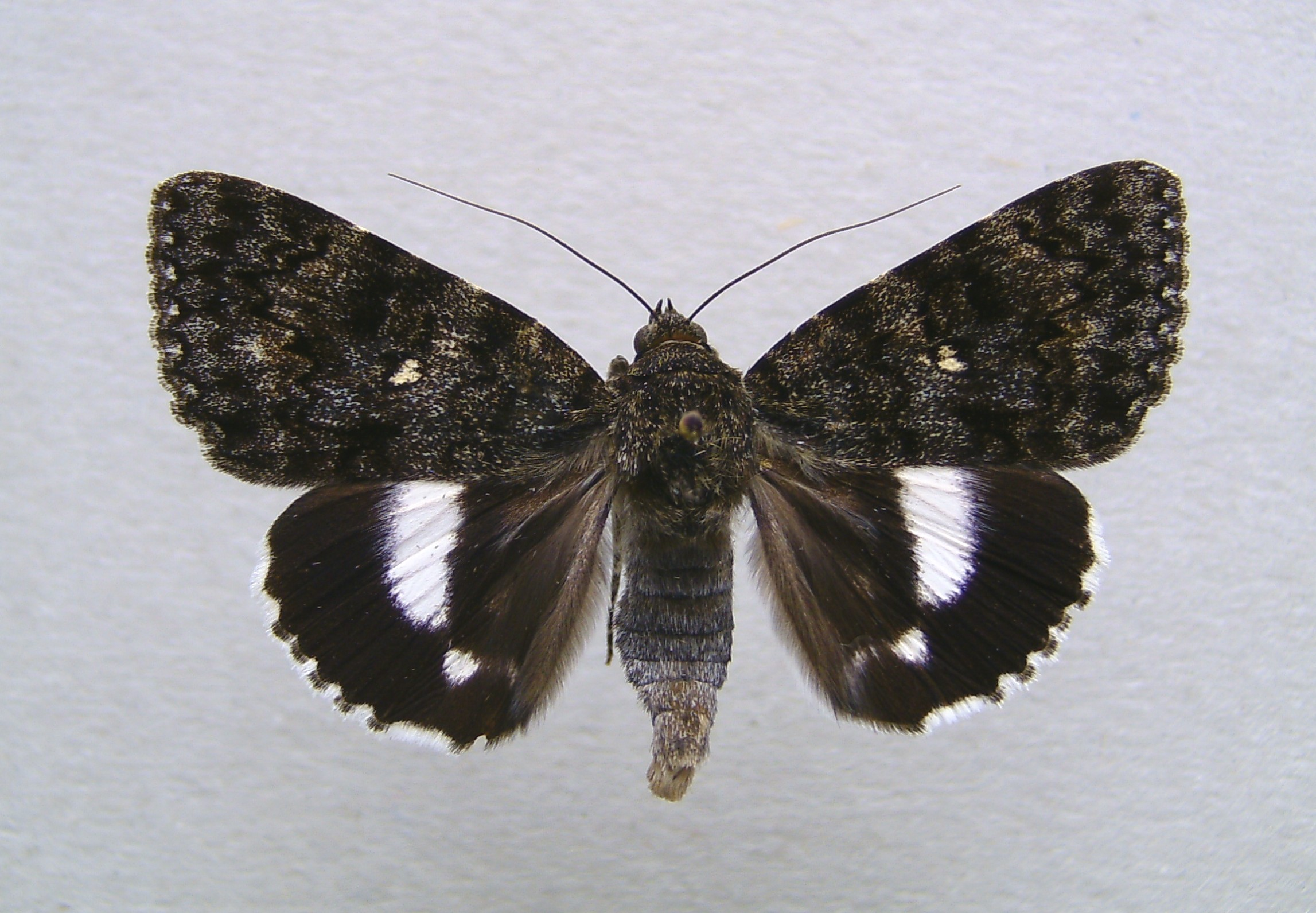
Catocala actaea
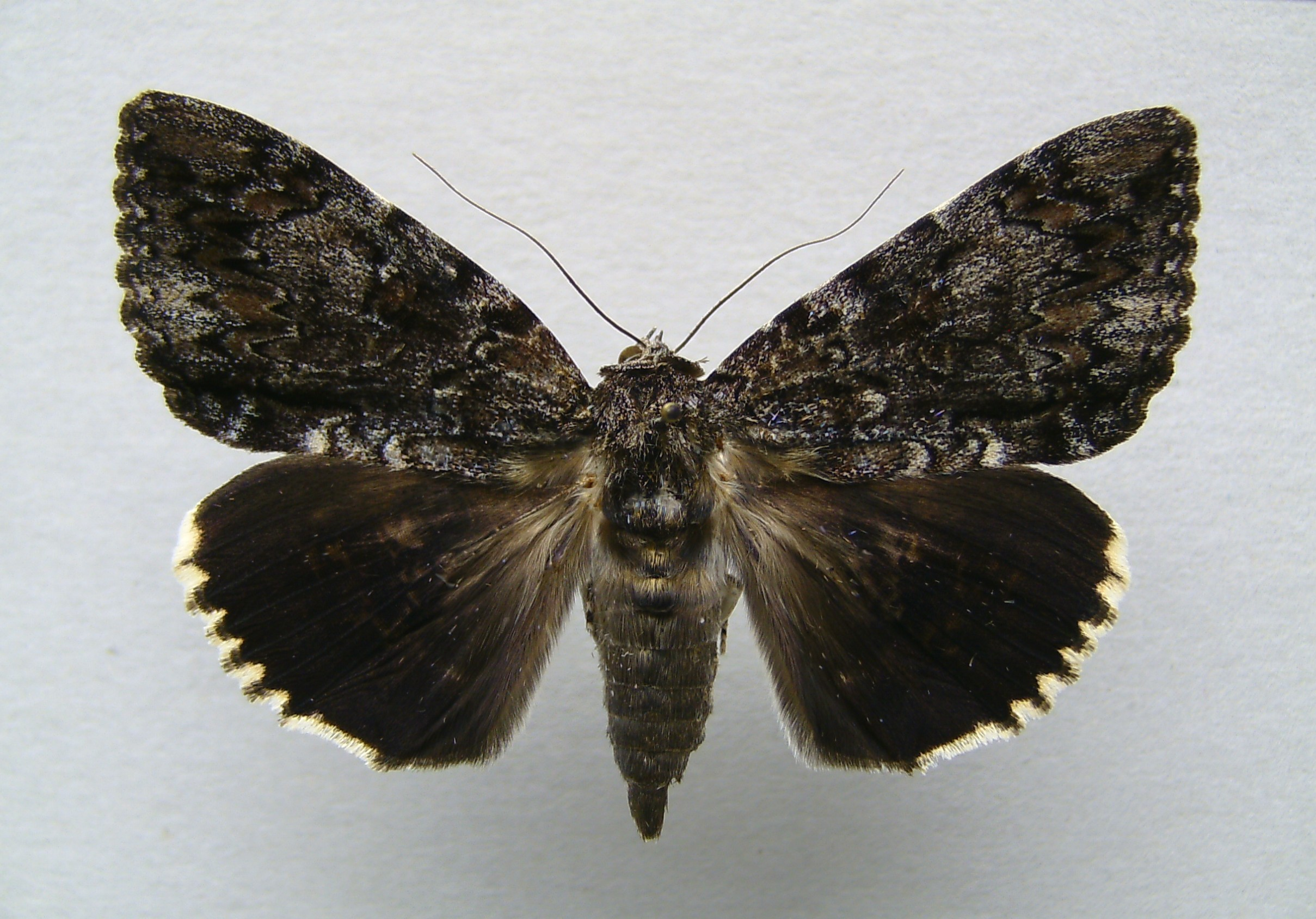
Catocala lacrymosa
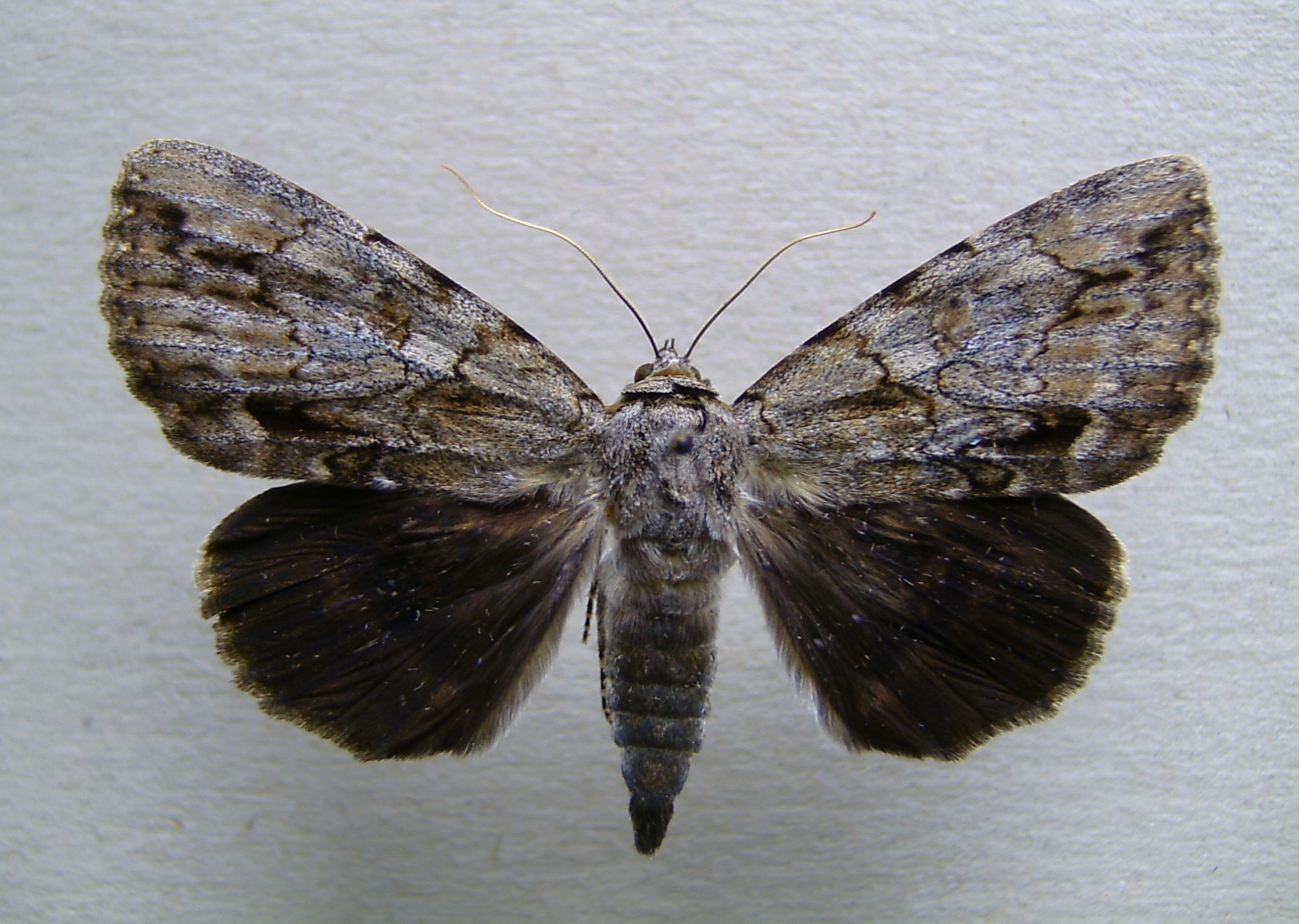
Catocala angusi